# Galonieren

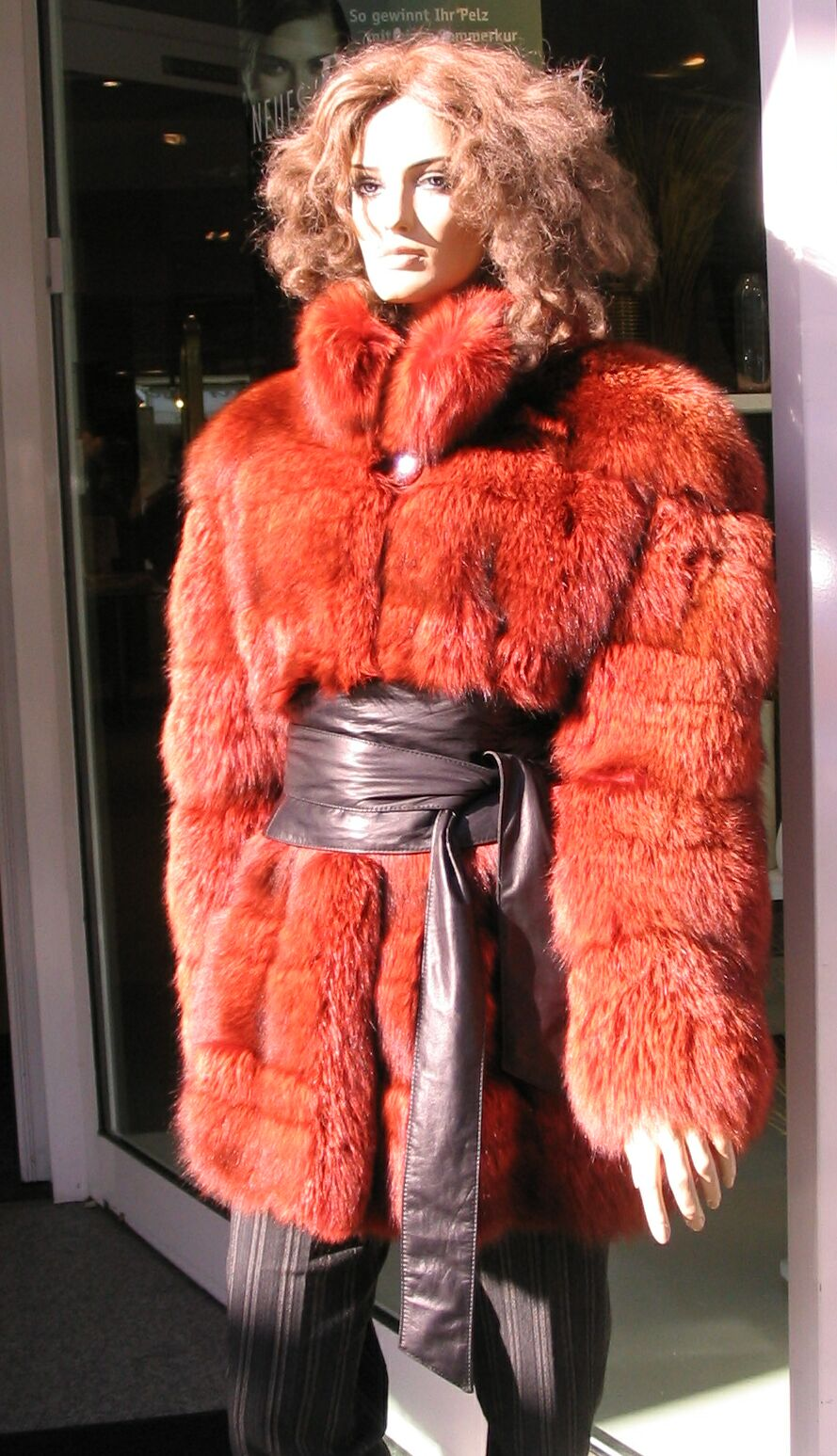
Galonierte, rotgefärbte Bluefrost-Fuchsjacke (2007)

Das Galonieren oder die Galonage (in Österreich auch Bandeln) ist eine Arbeitstechnik der Kürschnerei, mit der Felle in der Fläche vergrößert werden. Dies geschieht durch das Einnähen artfremden Materials (Galon – frz. Galon, so viel wie Litze oder Borte), wie Leder- oder Textilband in oder zwischen Fellflächen. Das Galonieren lässt sich so anwenden, dass die Galons von den Haaren verdeckt werden, oder aber dass sie sichtbar sind, zur Erzielung besonderer Effekte. Insbesondere beim Polarfuchsfell führt es zudem zu einer erwünschten Auflockerung des verfilzten Haares. Sind die aufzuwendenden Kosten für das Galonieren niedriger als der Wert des eingesparten Fellmaterials, kann das Galonieren zur Kostenverringerung eingesetzt werden.
Das Galonieren dient gleichzeitig immer der Formgebung. Es wird zwischen Parallelgalons und Keilgalons unterschieden. Parallelgalons ergeben je nach Schnittanlage eine größere Felllänge oder Breite. Keilgalons erzeugen Rundungen.
Beim Federn, einer Variante des Galonierens, markieren sich die eingesetzten Streifen auf der Haarseite oder sind bei entsprechender Breite sichtbar.
Eine eigene Technik ist das Luftgalonieren, ein regelmäßiges Einschneiden des Fellleders und anschließendes Ausspannen („Zwecken“) zu einer netzartigen Struktur. Das Ergebnis ist, neben der Materialeinsparung, eine deutliche Gewichtsverringerung des Kleidungsstückes und ebenfalls eine Auflockerung des Haarbildes.

## Geschichte

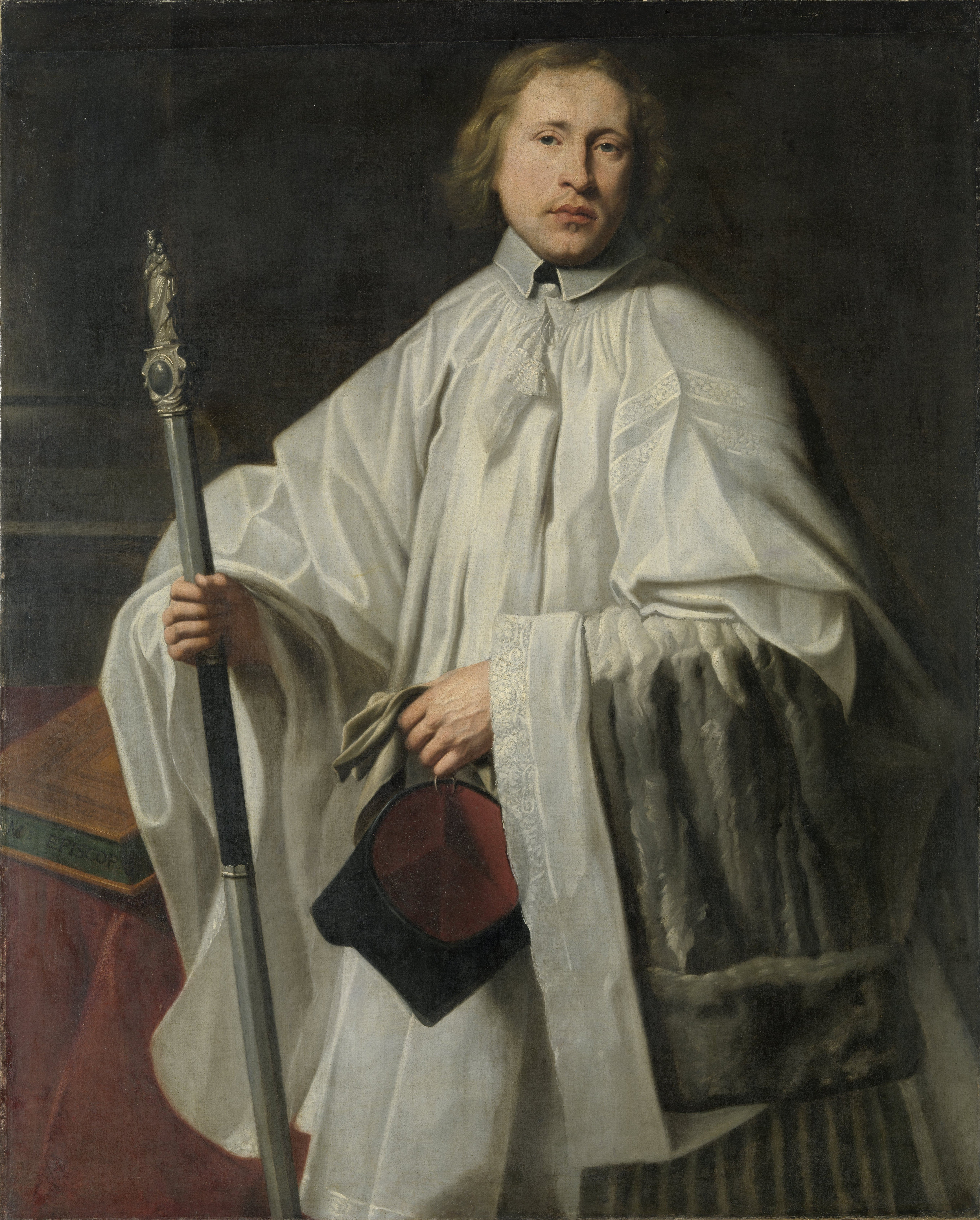
Stiftsherr, über dem Arm eine Almutia aus Feh, dem Anschein nach teilweise galoniert (1665)

1877 bemerkte ein Kürschner in seiner Patentschrift, dass „das Galonnieren schon seit Jahrhunderten angewendet wird“. Nicht nur auf dem Balkan bei einer im 19. Jahrhundert geringen Kaufkraft der Einwohner nutzten die dort stark konkurrierenden Kürschner das Galonieren „aus Gründen der Sparsamkeit und Billigkeit“. Auf den etwas früheren Beginn, in größerem Umfang zu galonieren, deutet auch eine Rauchwarenkunde aus dem Jahr 1864 hin: „Neben den chinesischen Kürschner-Arbeiten kennen wir als die besten: die Zobel- und Fuchsfutter aus der kaiserlichen Kabinets-Kürschnerei in St. Petersburg, die deutschen und französischen Galonage-Arbeiten im zweiten Dezennium unseres Jahrhunderts...“ Auf der Wiener Weltausstellung von 1873 brachte Herr R. Rzywnatz aus Prag einen aus Waschbärfellen „in einem Stoß über quer galonierten (gebandelten) Reisepelz, und einen mit galoniertem Weißfuchs gefütterten, nach derselben Art gearbeiteten Damen-Reisemantel zur Ansicht“, die „im wahren Sinne des Wortes ‚Kunstarbeiten‘ genannt zu werden verdienten“. An gleicher Stelle wird erwähnt, dass in China, wo man die Zubereitung von Pelzwerk bereits erheblich kannte als in der westlichen Welt, das Auslassen, Einlassen und Galonieren ebenso gut erfolgte wie in Europa.
Mit der Erfindung der Pelznähmaschine vor 1900 wurden nähintensive Arbeitstechniken wie das Auslassen und auch das Galonieren erheblich kostengünstiger. Trotzdem erzielte 1897 ein galonierter Weiß- oder Blaufuchs den doppelten Preis als ein ungalonierter Fuchs.

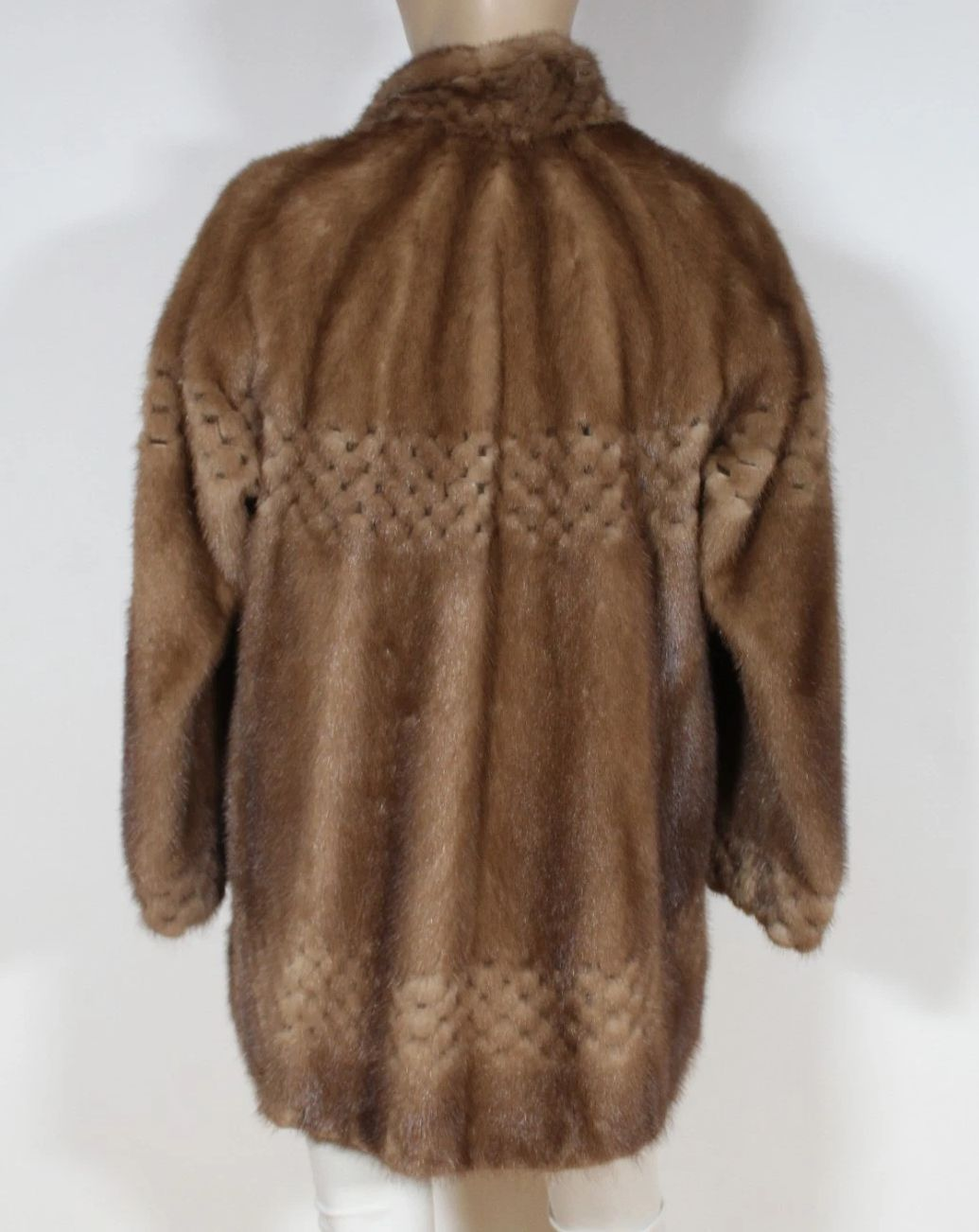
Durch Galonieren und anschließendes gegeneinander Verschieben zusätzlicher rechtwinkliger Schnitte erzeugte Musterung in einer Nerzjacke (ca. 1995)

Das Galonieren geschah anfangs meist mit längs eingesetzten, häufig textilen Bändern. Beim Längsgalonieren ist jedoch die Wahrscheinlichkeit sehr hoch, dass die Galons unschön auf der Haarseite sichtbar werden, und so waren bereits in den 1920er Jahren verfeinerte Techniken in Anwendung. Als damals die Weißfüchse teuer wurden, galonierte man in den USA so extrem, dass man aus einem Fell anstelle zweier Kragen acht Stück herstellen konnte. Wird das galonierte Fell im, üblicherweise rechten Winkel zu den Galons, noch einmal durchschnitten und diese Streifen verschoben wieder zusmmengenäht, lassen sich besondere Muster erzielen.

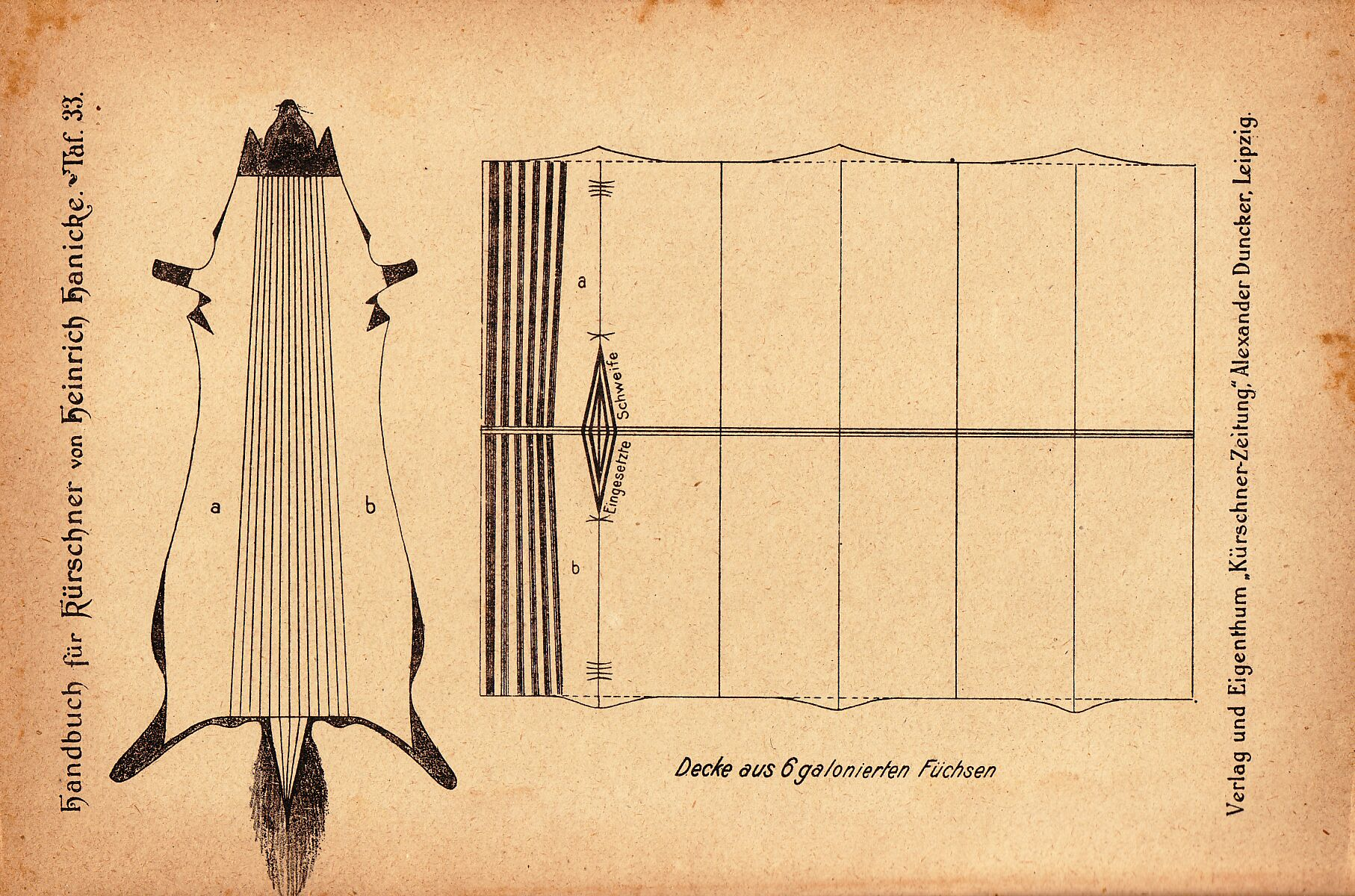
Längsgalonieren von sechs Füchsen für eine Felldecke (1895)

Für Anfang des 20. Jahrhunderts wurde auch „das früher in Frankreich und leider zum Teil auch in Deutschland angewandte Klebeverfahren“ erwähnt, es „muß aber entschieden abgelehnt werden, da durch dasselbe ein späteres Umarbeiten fast zur Unmöglichkeit wird“. Tatsächlich hatte sich dieses Verfahren jedoch ein Deutscher, Friedrich Erler aus Leipzig, schon vor 1895 in Deutschland, Frankreich und England patentieren lassen. Es bestand darin, „die Galons nicht wie bisher vermittelst Naht an das Leder zu befestigen, sondern durch einen Klebstoff. Obwohl sich das Verfahren im Anfang nicht recht einbürgern konnte und auf große Zweifel stieß, so hat es sich doch derart bewährt, daß damit nicht nur 30 % an Arbeit erspart wird, sondern es lassen sich auch derart behandelte Objekte ohne Nachteile noch vermittelst Eintauchfarbe färben.“ Die Galonstreifen wurden hierbei mit Kautschukklebstoff auf eine Stoffunterlage aufgeklebt. Vielleicht überwogen die Nachteile doch, denn das, in erster Linie für billige Fellsorten gedachte Verfahren, hat sich offenbar auf Dauer nicht durchsetzen können.
1891 beschrieb ein Kürschner die Möglichkeit, die Felle nur in der üblichen Art zu schneiden, die Felle danach zu dehnen und dann mit einem aufbügelbaren Kautschukpikierstoff zu fixieren. Allerdings hegte 1928 ein Kollege auch hierbei Zweifel, ob die Methode zu einem dauerhaften Ergebnis führt. Inzwischen stellt die Industrie diverse unterschiedliche aufbügelbare Fixierstoffe zur Verfügung, die Zweifel an der Beständigkeit des Fixierens für diese Anwendung sind wohl geblieben. Dauerhaft sind dagegen Methoden, bei denen die Fellstreifen auf einen textilen Untergrund aufgenäht werden. Hierzu werden die Felle häufig in wellenförmige, meist sehr schmale Streifen geschnitten auf den Stoff aufgebracht, oft angewendet für Pelzinnenfutter. Für diese Art der Fellverarbeitung ist jedoch der Begriff Galonieren nicht gebräuchlich.
Für das möglichst vom Haar her nicht sichtbare Galonieren eignen sich neben Weißfuchsfellen vor allem Blaufuchsfelle und Silberfuchsfelle. Etwa seit den 1960er Jahren wird das Galonieren zur Erzielung besonderer Effekte auch bei vielen, nach klassischer Vorstellung ungeeigneten, Fellarten, eingesetzt. Wird das Unterhaar beim Nähen auseinandergerissen und die Unterwolle oder sogar die eingesetzten Lederstreifen werden sichtbar, nennt man das nach dem dabei entstehenden Muster Federn. Diese neue Optik und die damit erzielte Preisminderung trug dazu bei, den Langhaarpelz und besonders preiswerte Kaninmäntel in der Zeit auch für jugendliche Trägerinnen attraktiv zu machen.
Zum Aufzeichnen der Einschnitte und Schneiden beim Luftgalonieren wurden die Hilfsmittel im Laufe der Zeit immer weiter entwickelt. Das Aufzeichnen von Hand sowie das Schneiden mit dem Kürschnermesser ist sehr arbeitsaufwändig. Auch sind die Abstände, in denen die Schnitte gelegt werden können, durch die Ungenauigkeiten des Handschneidens begrenzt. Heute ist es mit entsprechenden Geräten möglich, die Schnitte so eng zu legen, wie es das Leder gerade noch erlaubt, ohne zu zerreißen.

## Galonieren mit Leder- oder Textilstreifen

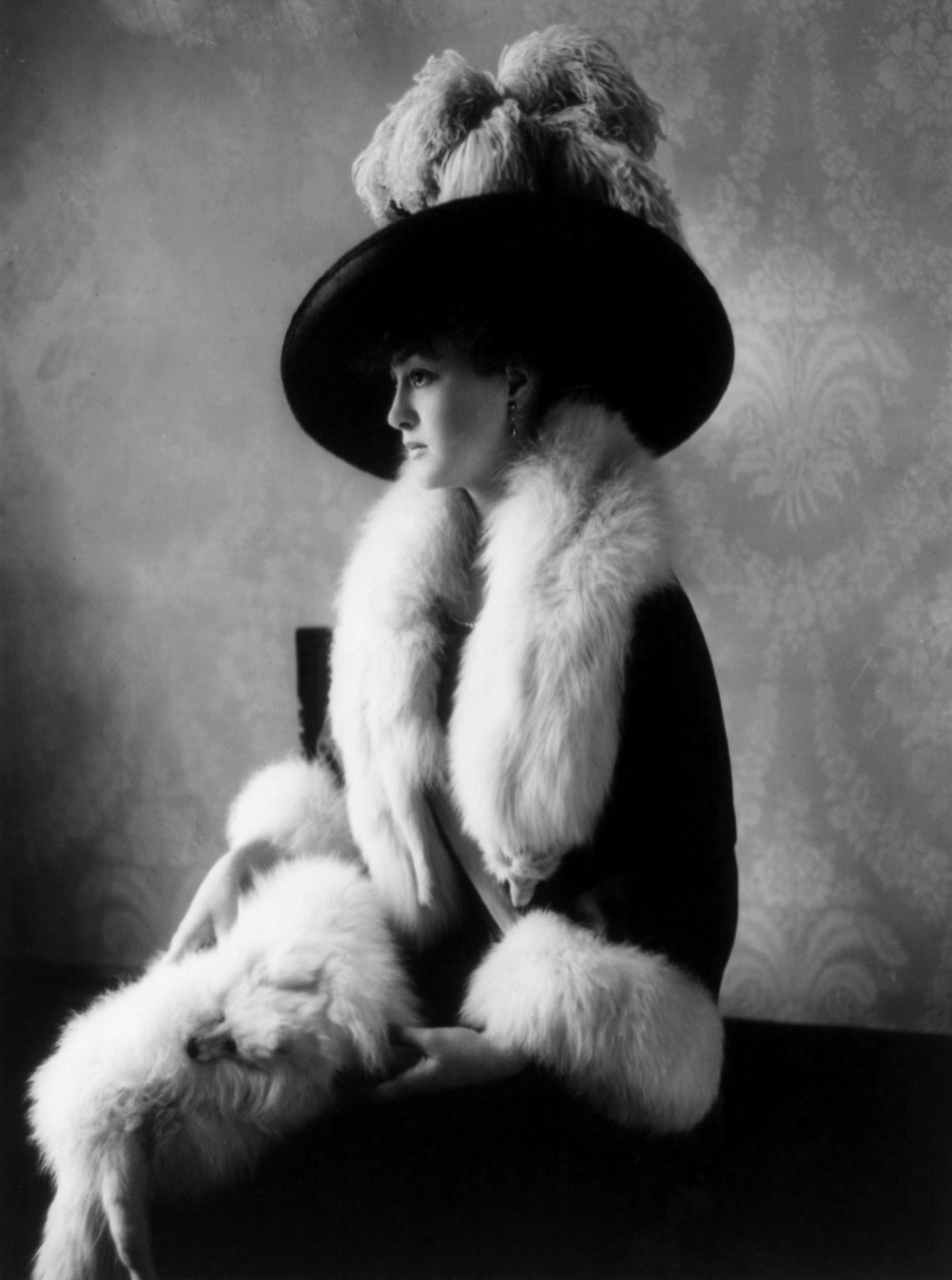
Garnitur aus galonierten Polarfüchsen (Kollier, Muff und Manschetten, vor 1911)

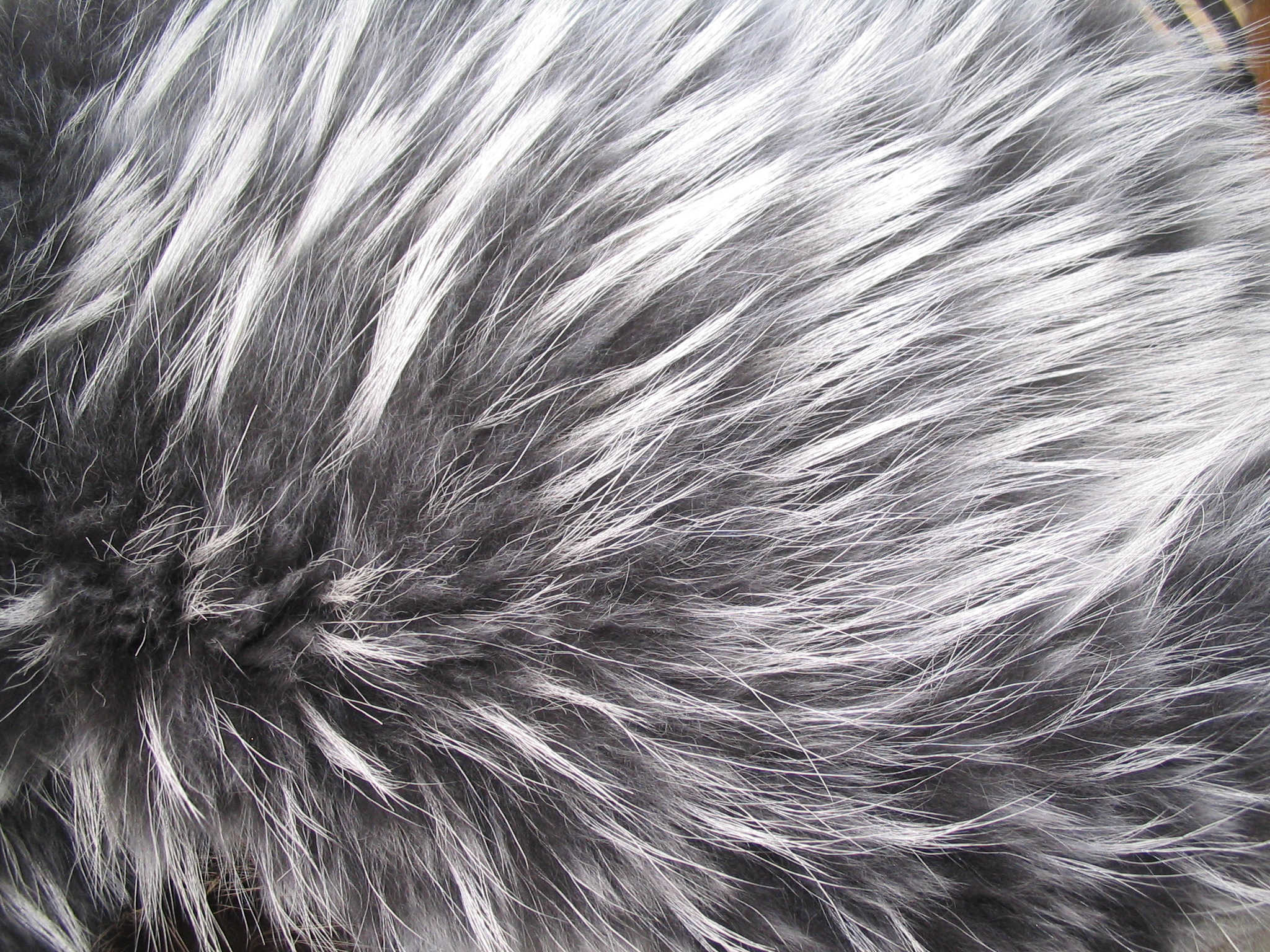
Galonierter Seefuchs, Haarseite
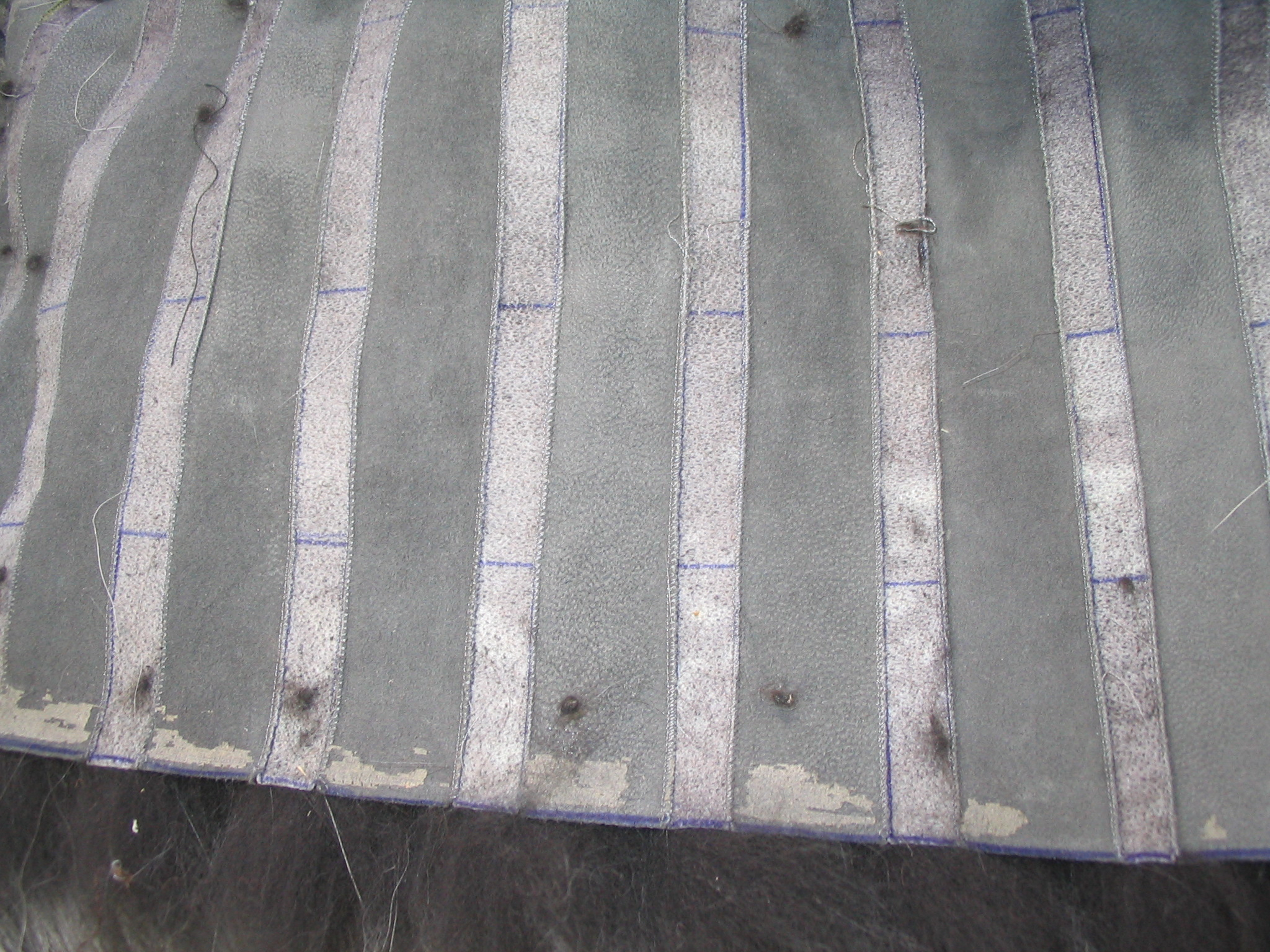
Galonierter Seefuchs, Lederseite
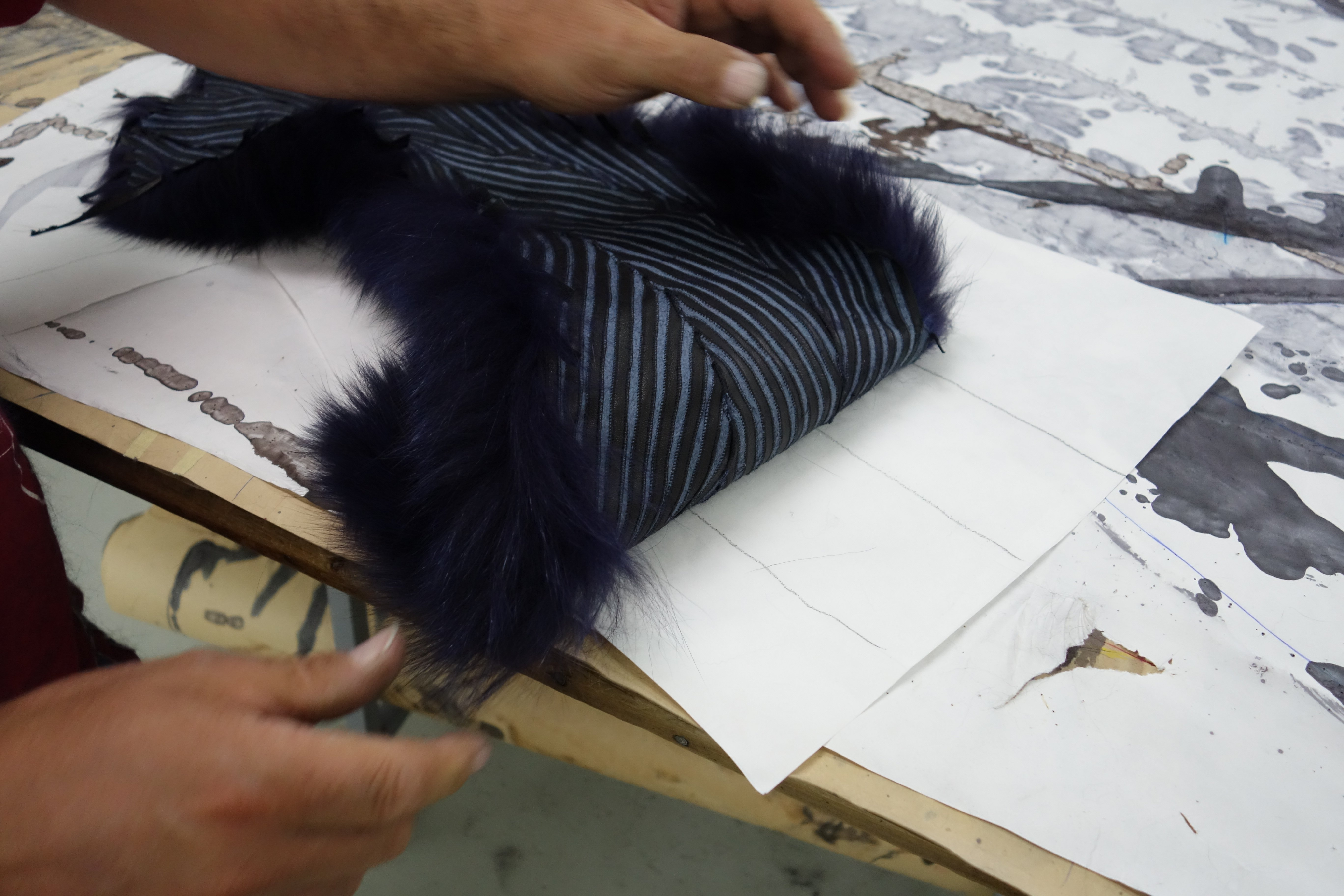
Im V-Schnitt galoniertes, gefärbtes Fuchsfell

Das Galonieren kann angewendet werden
1. zur Flächenvergrößerung, bei gleichzeitiger Abflachung des Haarstandes (Rauchenverminderung)
2. zur Verminderung der Kammbildung zwischen zwei Fellen, bei denen das Haar bei der Verarbeitung stark aneinanderstößt
3. zur Erzielung modischer Effekte
4. zur Einsparung von Fellmaterial und damit zur Verringerung der Herstellkosten beziehungsweise des Verkaufspreises[1]

Als Galonmaterial kommen Leder oder textile Stoffe infrage. Leder wird vom Kürschner bevorzugt, weil es wie auch das Fellleder dehnbar ist und sich beim Spannen des, auf der Lederseite angefeuchteten Pelzes, mit verformt. Galonleder ist in vorgefertigter Form im Fachhandel erhältlich oder wird vom Fellverarbeiter individuell zugeschnitten. Im Idealfall hat es die gleiche Stärke wie das Fellleder, dies bietet die größte Sicherheit vor einem Einknicken und damit Aufbrechen des Haarvlieses während des späteren Gebrauchs. Verwendung finden Porc (preiswert), Kalbleder (leicht) oder Rindsleder. Da zum Einnähen mit der Pelznähmaschine nur Textilien mit einer Webkante verwendet werden können, kommen nur in der passenden Breite gewebte Bänder zur Anwendung, bevorzugt in Köperbindung. Ungefähr nach dem Zweiten Weltkrieg erkannten die Fachleute, dass durch 4 bis etwa 6 Millimeter breite Fellgalons zwischen den Streifen ausgelassener Nerzmäntel sich die elegante Streifenwirkung verstärkte, gleichzeitig ließen sich damit einige Felle einsparen (eine wahrscheinlich aus Nordamerika importierte Idee). Anfangs wurden bevorzugt Samtbänder verwendet, da die Haare darauf haften und die Galons gut verdecken.
Galonierfähig sind, nach der Formulierung des Kürschners Hans Münzner aus dem Jahr 1983, „alle Felle, deren Haarstrukturen, Grannenhaar und Unterwolle, vor allem aber deren Farbabstufungen zueinander und im einzelnen Haar und in den unterschiedlichen Haarlängen eine erste zu erprobende weite Öffnung zweier sich gegenüberliegender Fellkanten völlig unsichtbar zulassen“.
Das Polarfuchshaar ist deutlich weicher als das des Rotfuchses, die Unterwolle ist so verfilzt, dass man beim Hineinblasen das Leder nicht sieht. Beim fertigen Pelz sind selbst zwischengesetzte Lederstreifen nicht zu finden, wenn sie nach traditioneller Kürschnerkunst ohne Zerreißen des Haarvlieses eingenäht wurden. Das Galonieren wurde deshalb anfangs ganz besonders bei Polarfuchsfellen angewendet. Hier führt es neben der Vergrößerung der Fellfläche auch zu einer Auflockerung und Verschönerung des Haarbildes durch eine gewisse Steilstellung des Haares. Wegen der extrem dichten, verfilzten Unterwolle besteht beim Polarfuchs bei fachgerechter Ausführung keine Gefahr, dass beim Bewegen des Fells die eingenähten Lederstreifen zu sehen sind. Polarfuchsfelle sind verhältnismäßig kurz, so dass sich die einmal so beliebten Fuchskolliers ohne Galonieren aus einem Fell nicht herstellen ließen, insbesondere wenn auch die Unterseite aus Pelz und nicht aus Seide sein sollte. Auch der relativ kurze Schweif des Polarfuchses kann durch Galons verlängert werden. Weitere, haarüberdeckend zu galonierende Fellarten sind neben den Füchsen, insbesondere den Edelfüchsen, Wolfsfelle, Luchsfelle und andere langhaarige dichtbehaarte Felle.
Galoniert wird nur das besonders dichtwollige Kernstück des Fuchsfells, das Kreuz und die Seiten werden ausgespart. In regelmäßigen Abständen zur Fellmitte werden im Abstand von 1 bis 1,5 Zentimetern Schrägschnitte angelegt, bei denen das Leder mit dem Kürschnermesser nur gerade eben durchgeritzt wird, ohne dabei das Haar zu beschädigen. Mit der Pelznähmaschine werden dann vorsichtig, ohne den Haarfilz zu zerreißen, in der Regel nicht mehr als 1 Zentimeter breite Leder- oder Bandstreifen, die Galons, eingenäht. Grundsätzlich darf beim Schneiden, Nähen und Aufspannen (Zwecken) die Unterwolle nicht getrennt werden, da die Schnitte an diesen Stellen später brechen, das heißt im Haar unschön sichtbar werden. Die vorher abgeschnittenen Fellseiten können dann mithilfe so genannter Auslassschnitte dem jetzt länger gewordenen Rückenteil angepasst werden.
Mit Quergalons wird das Fell verlängert, mit längs eingenähten Galons verbreitert, mit Keilgalons werden Rundungen erzielt. Durch partiell eingesetzte Galonierungen lassen sich manchmal ohne zusätzliches Fellmaterial auf elegante saubere Weise kleinere, gegenüber dem Schnittmuster fehlende Flächen ergänzen. Galons können zwischen Fellverbindungen eingesetzt werden, beispielsweise zwischen ausgelassenen verarbeiteten Nerz- und anderen Marderstreifen sowie allen langhaarigen Fellarten. Zur Vermeidung von Kammbildung bei sich stoßenden Haaren dienen Galons vor allem in der Mitte von Kragen und in der Rückenmitte von im Haarlauf quer gearbeiteten Pelzen. Um ein Einknicken durch das gegeneinander drückende Haar zu vermeiden, sollten diese Galons auf der Rückseite versteift werden. Da die Galons bei sich stoßenden Haaren verdeckt werden, richtet sich ihre maximale Breite nach der Haarlänge. Bei langhaarigen Felle kann ein Galon deshalb auch unterschiedlich breit sein, zu den dünnen Fellseiten und zur Kragenkante hin schmaler werdend. Immer galoniert werden Nerzschweife, wenn sie zur Weiterverarbeitung zu Tafeln, sogenannten Bodys, verarbeitet werden. Um die 1950er und 1960er Jahren waren Kappen und Bubikragen aus Nerzschweifen sehr in Mode, auch hierzu wurden zwischen und auch in die Schweife immer Galons eingenäht.
Eine Variante des Galonierens mit Lederstreifen ist es, das dafür geeignete Fellteil erst komplett quer oder längs zu galonieren, Leder- und Fellstreifen in gleicher Breite. Im rechten Winkel dazu wird das galonierte Teil dann noch einmal in Streifen der gleichen Breite geschnitten und, um jeweils eine Streifenbreite verschoben, neu zusammengenäht. Das Leder ist anschließend schachbrettartig verteilt, jedes zweite Karo ist aus Fell.

Galonieren mit Leder- oder Textilbändern
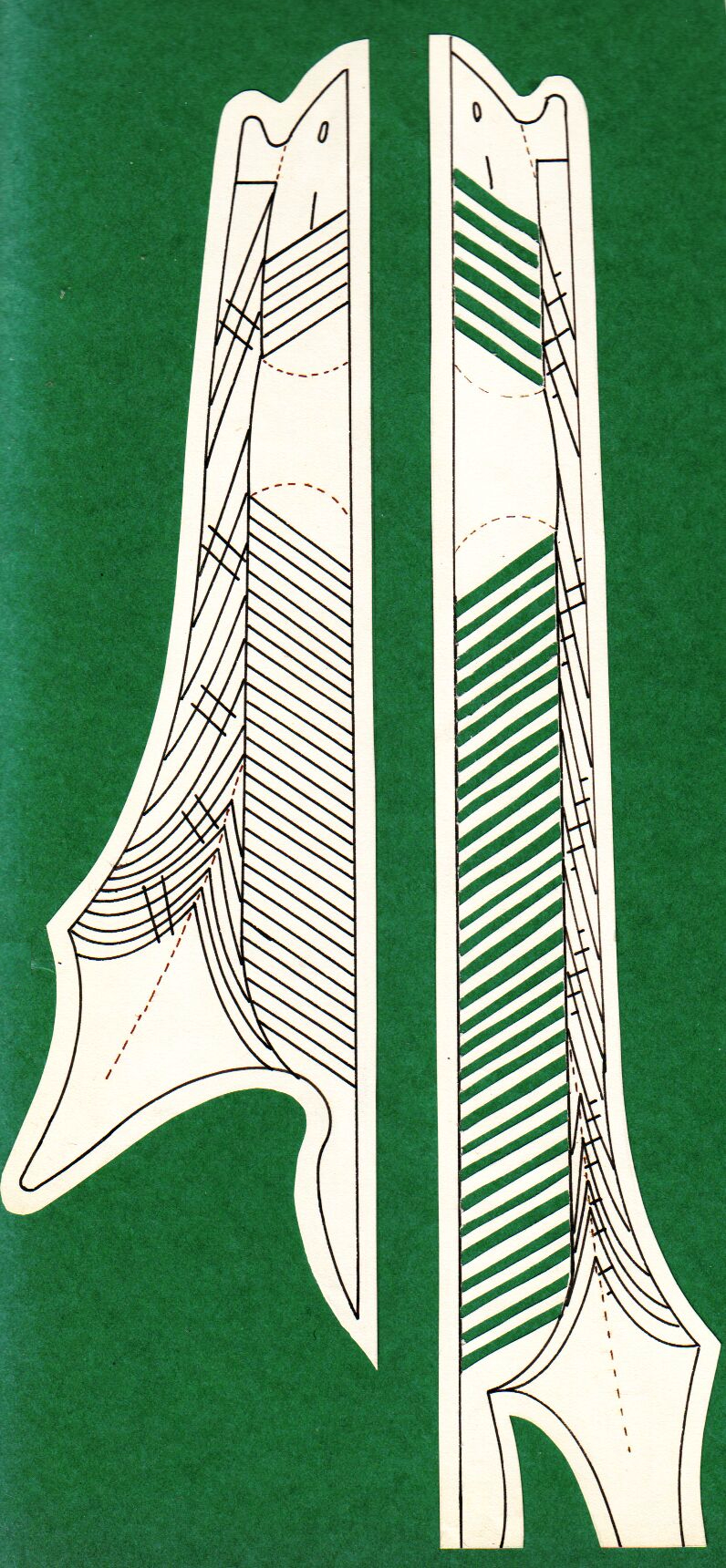
Fuchs-Galonieren mit Lederstreifen für ein Kollier
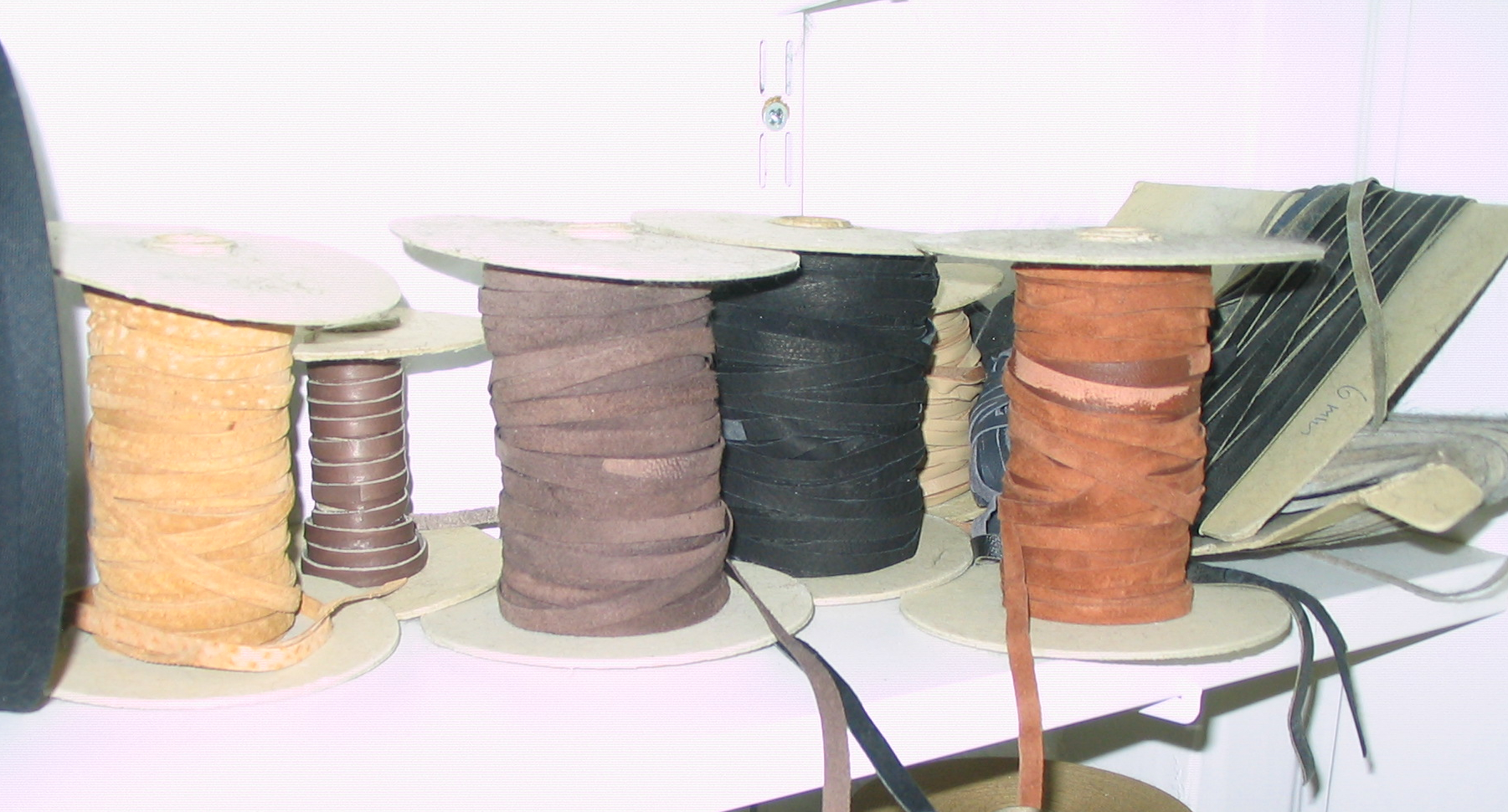
Galonleder
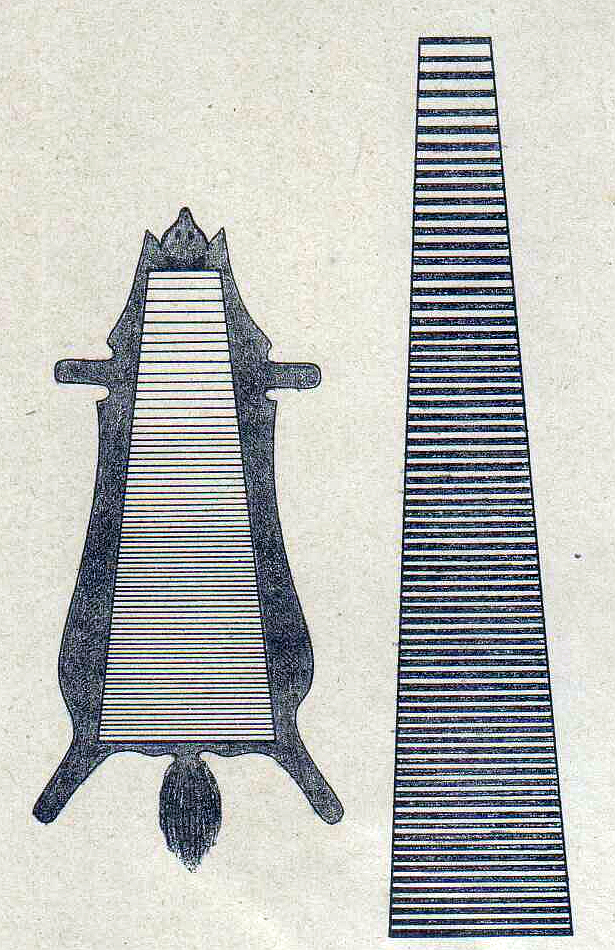
Quergalonieren eines Blaufuchses für einen Besatz oder ein Innenfutter, vor 1900
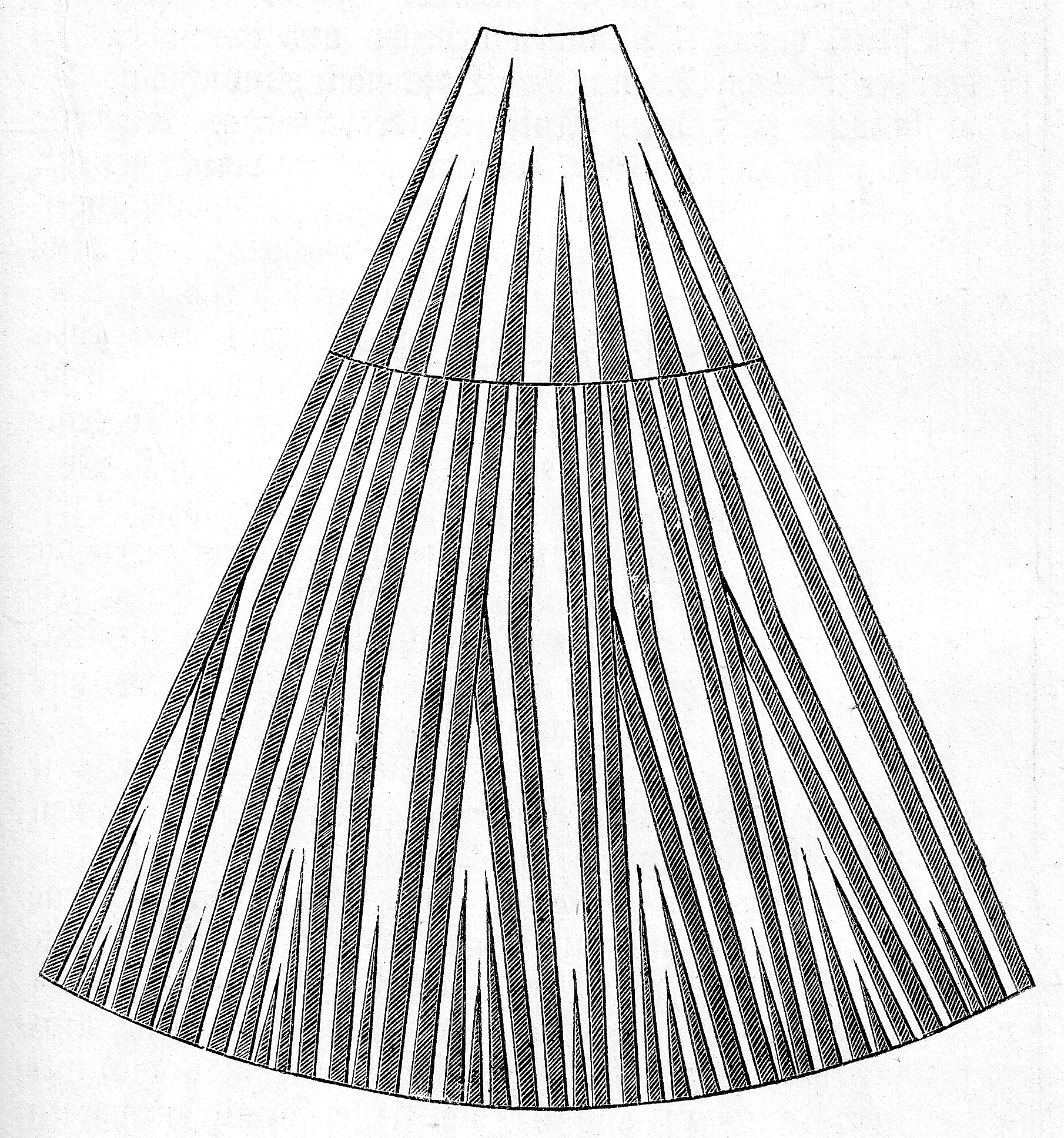
Galonieren von Fellschweifen für ein unten breiteres Kleidungsstück (Teilsegment), vor 1900
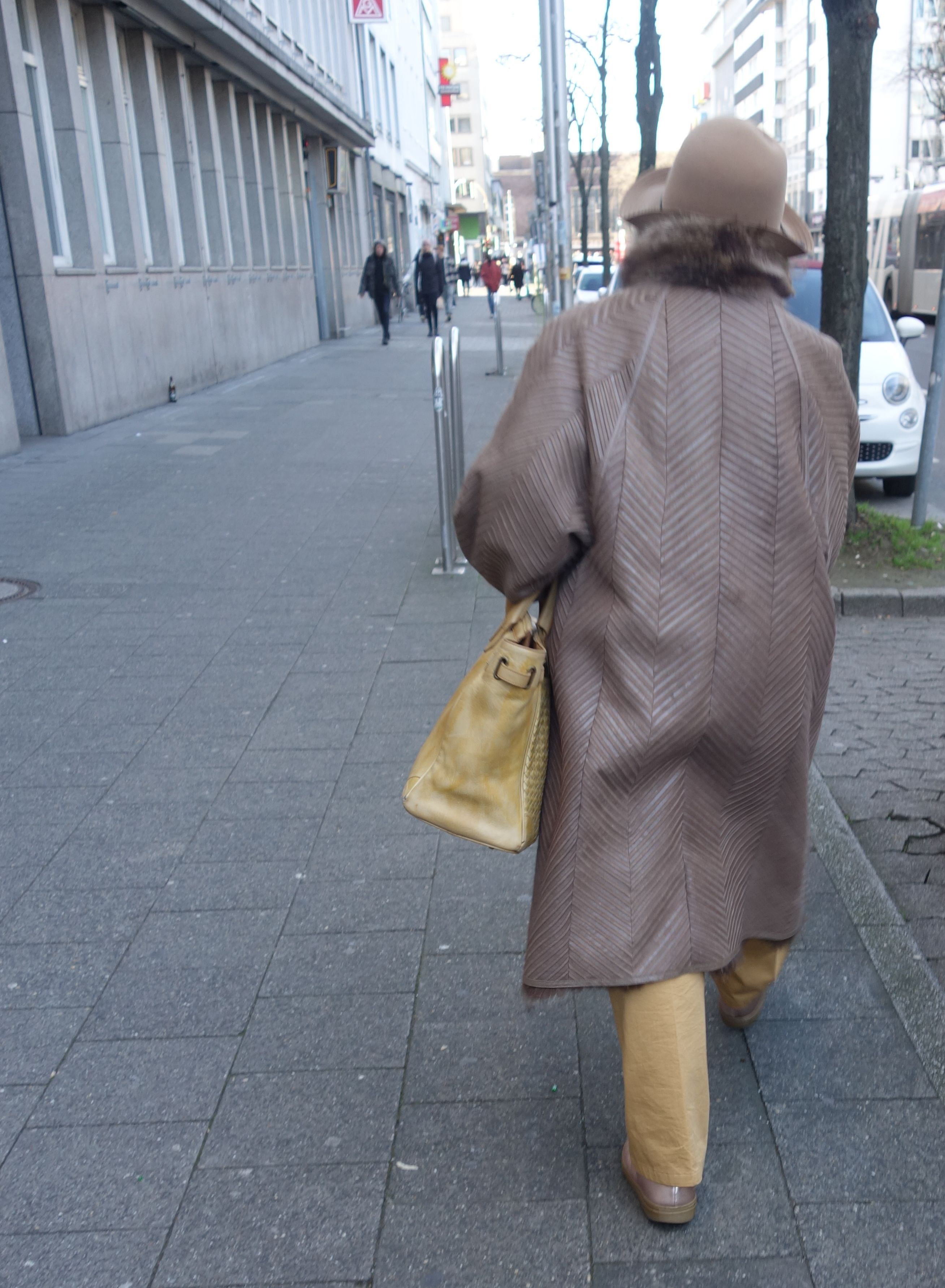
Galonierter, nappierter Waschbärmantel (Fell innen)

Effekt-Galonieren eines graugefärbten Blaufuchsmantels (Designerin: Guliya Baykieva, 2008/2009)
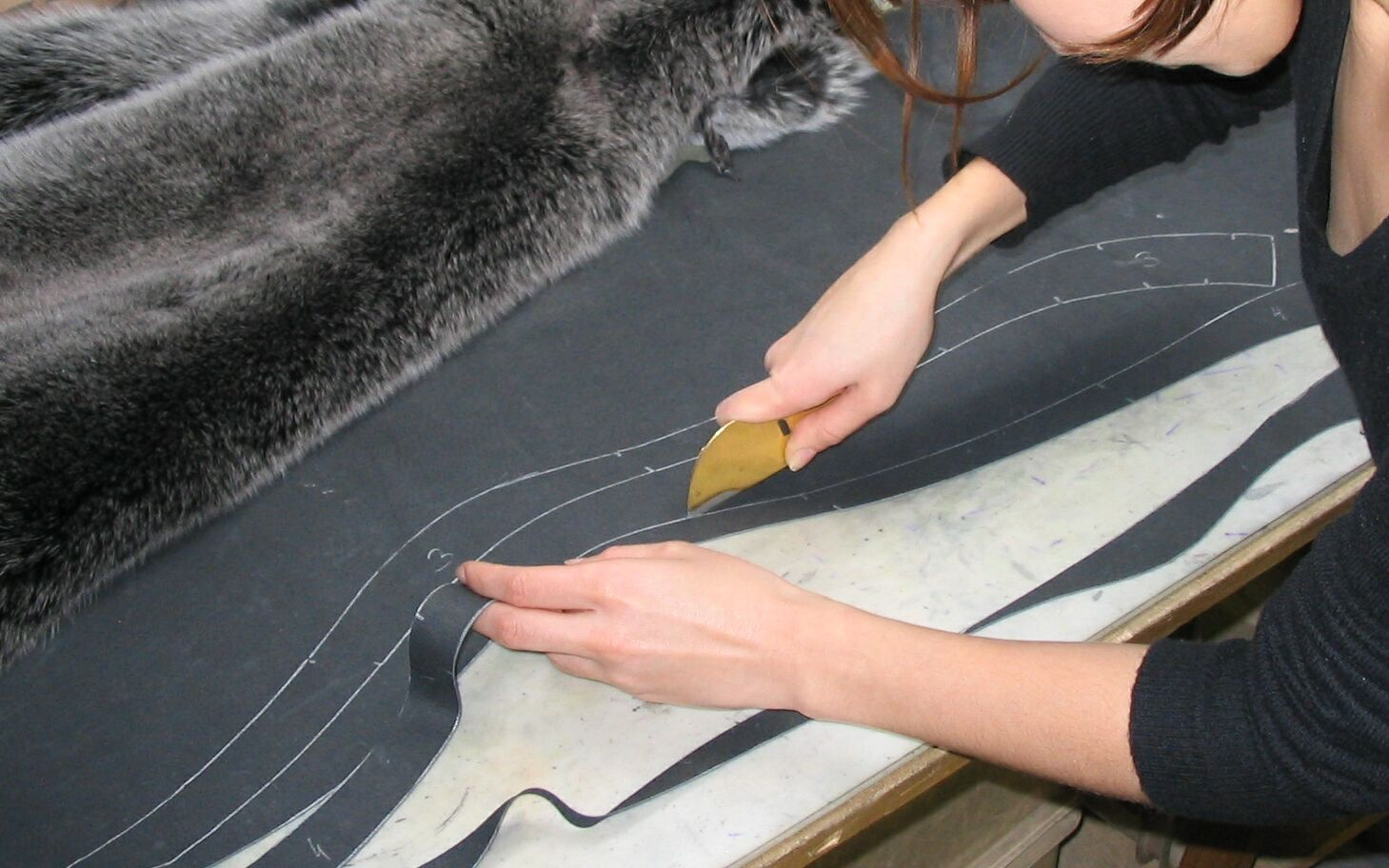
Schneiden der Porcleder-Galons mit dem Kürschnermesser
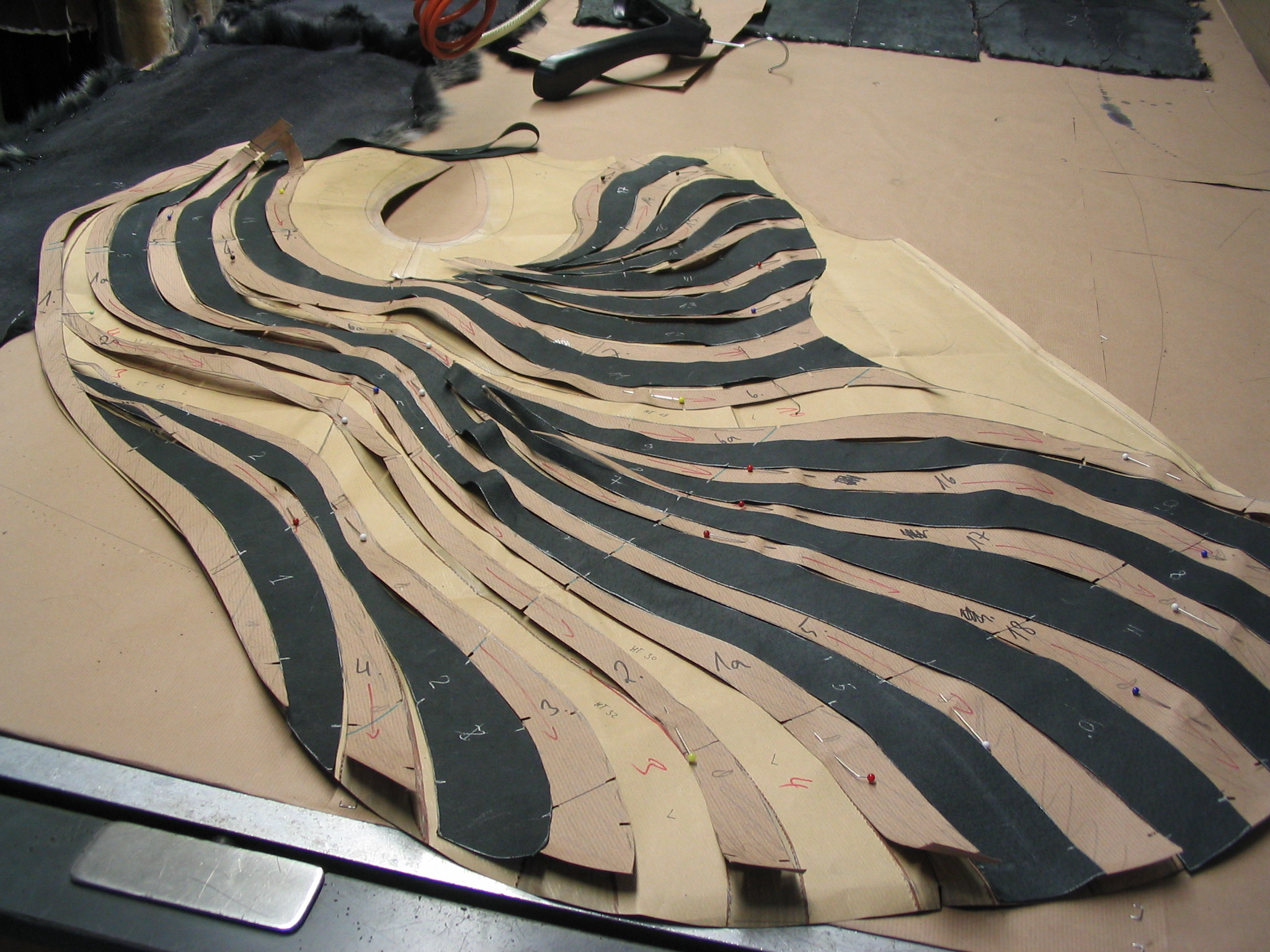
Das schablonierte Rumpf-Schnittmuster
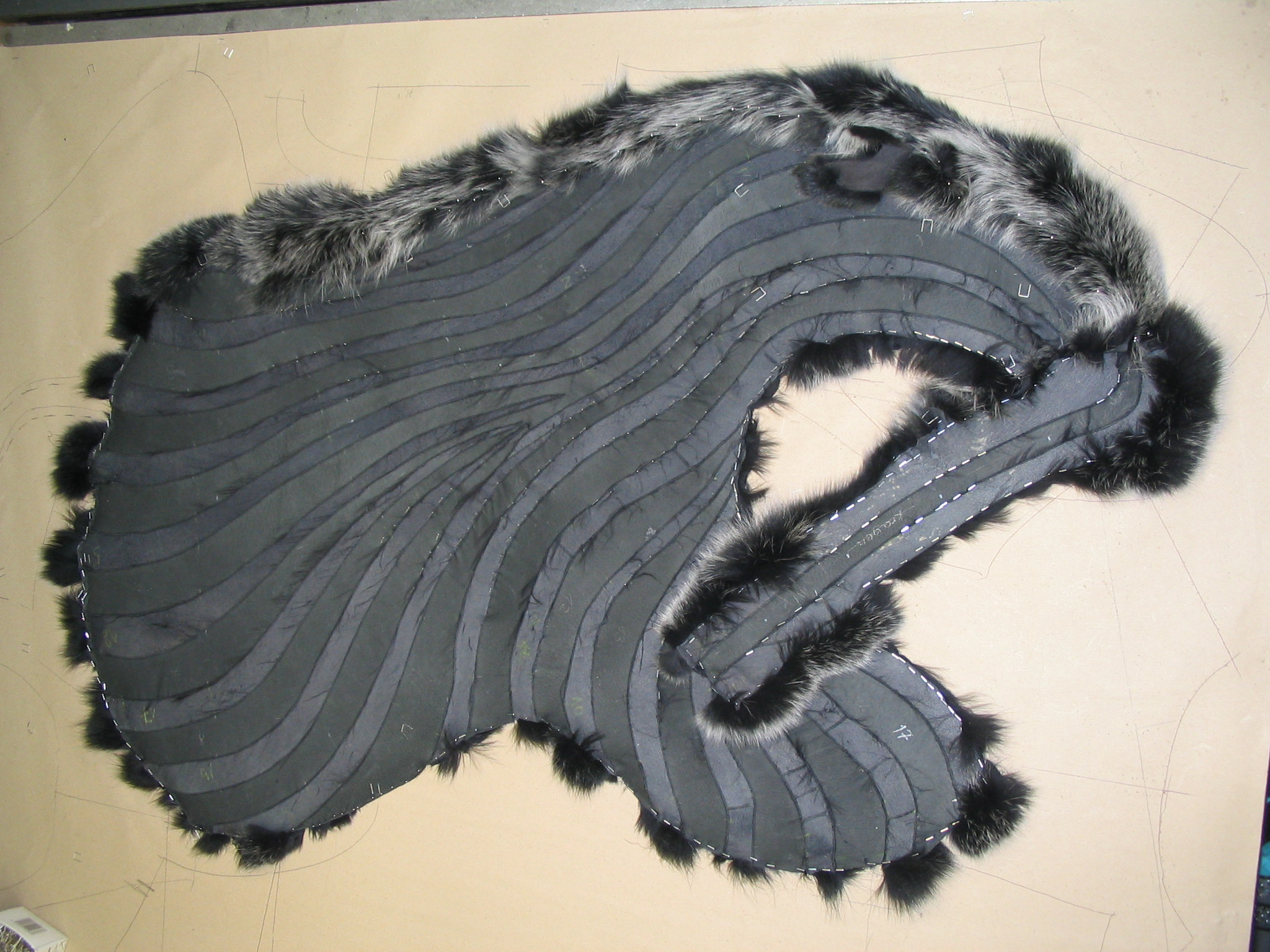
Der gespannte Rumpf
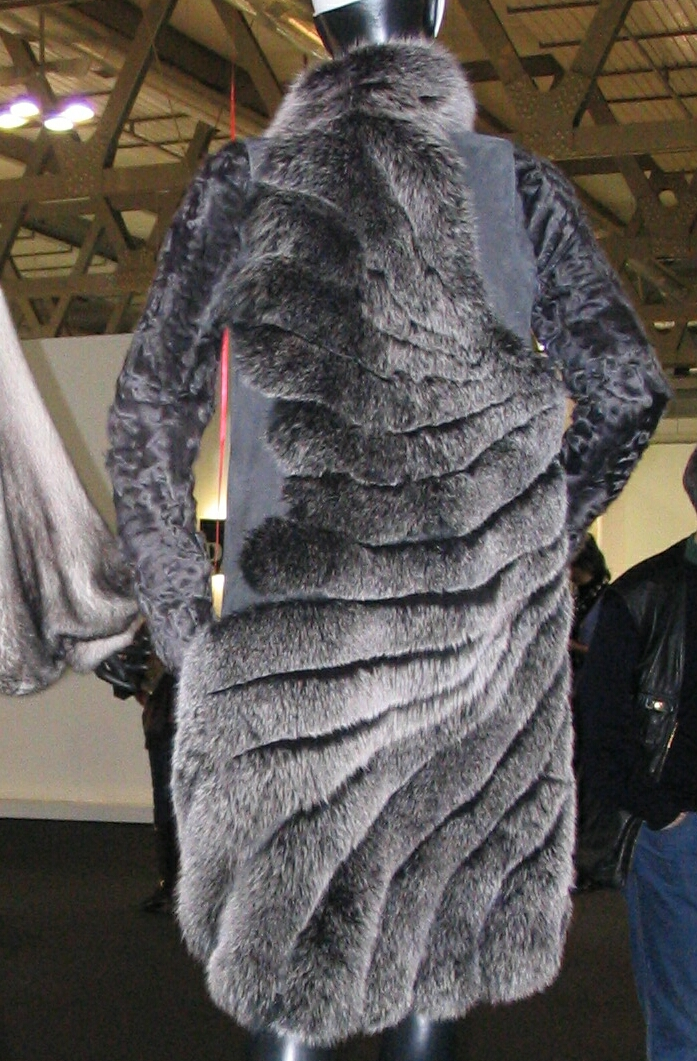
Rückenansicht des fertigen Mantels

### Federn

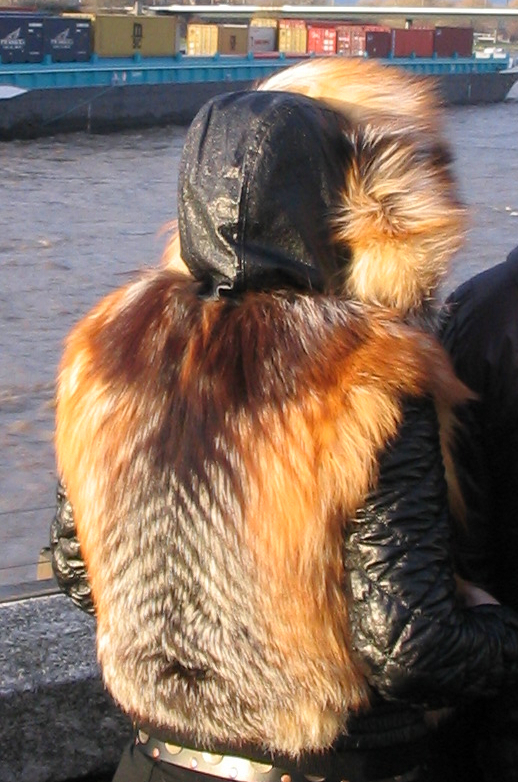
Gefederte Kreuzfuchsjacke, A-Schnitt (2010)

Während anfangs Lederstreifen arbeitsaufwändig so schmal eingesetzt wurden, dass sie von der Haarseite möglichst nicht bemerkt wurden, nutzte man die Technik seit etwa nach dem Zweiten Weltkrieg vor allem, um möglichst preiswerte Pelzteile herzustellen. Je breiter die Fellstreifen, desto mehr Fell wurde eingespart und gleichzeitig verringerte sich die aufzuwendende Arbeitszeit. Wird das Galonieren mit der Arbeitstechnik des Auslassens kombiniert, entsteht in der Gesamtoptik ein federartiges Zickzackmuster. Hiervon leitet sich die Bezeichnung Federn für das Galonieren mit auf dem auf der Haarseite wahrnehmbaren Effekt ab, dem Abfallen und Ansteigen des Haarprofils, bis hin zu sichtbaren Galons. Beim Auslassen wird das Fell in V- oder A-förmige schmale Streifen geschnitten. Durch ein gegeneinander Verschieben der Streifen vor dem Zusammennähen wird das Fell beim Auslassen auf Kosten der Breite verlängert. Beim Federn wird zusätzlich zwischen jeden Fellstreifen ein Leder- oder Textilstreifen eingenäht. Da die Fellstreifen bei entsprechender Haarlänge und -fülle sehr schmal sein können (Minimum etwa 5 Millimeter), die Lederstreifen aber beliebig breit, besteht ein solches Bekleidungsstück unter Umständen nur zu aus einem Bruchteil aus Pelz.
Das Schneiden der Felle erfolgt wie beim Auslassen möglichst mit Fellschneidemaschinen. Diese Werkzeuge haben rotierende Messer, unter denen die Felle durchgeführt und geschnitten werden. Verschiedene Schnittbreiten lassen sich durch ein Auswechseln der Messerrollen erzielen. Um 2010 wurde in Belgien ein Gerät entwickelt, das durch einfaches Eindrücken von kleinen Messern die Felle schneidet, ähnlich den Modellen desselben Erfinders für das Luftgalonieren.
Da die Nähte beim Federn ein ansprechendes Muster ergeben, wird die Technik auch zur Herstellung reversibler Pelze angewendet, bei denen die Lederseite nach außen getragen werden kann. Die Rückseite des Pelzes ist dabei in der Regel nappiert oder veloutiert, für die Galons kommen farblich abgestimmte Farben, Kontrastfarben oder sogar Muster infrage. Auch können hierbei mehrere Fellarten gemixt werden, so dass auch auf der Fellseite völlig neue Effekte entstehen. Für die Technik kommen alle Fellarten mit reißfestem Leder, gelockt oder glatthaarig, etwa ab der Größe eines Nerzfells, in Betracht. Hierfür häufige Fellarten waren neben vielen anderen in der Vergangenheit Nerz, Persianer, tasmanisches Opossum und Edelfüchse.
Wechselt die Mode von kurzen zu langen Mänteln oder wird ein Pelz an eine größere Person vererbt, können die Pelze im Rumpf oder den Ärmeln durch Einsetzen von Galons auf elegante Weise verlängert werden, ohne dass der Eindruck einer nachträglichen Änderung entsteht. Dabei entfällt auch das häufige Problem, passende Felle zu beschaffen, insbesondere wenn der Pelz gefärbt wurde oder im Lauf der Jahre durch die Lichteinwirkung die Farbe verändert hat.
Im Gegensatz zum unsichtbaren, schmalstreifigen Galonieren, bei dem das Galonmaterial möglichst genau in der Fellfarbe gewählt wird, können beim breitstreifigen Effektgalonieren Kontrastfarben oder der jeweiligen Mode entsprechende Farben oder Musterungen eingesetzt werden.

## Luftgalonieren
Beim Luftgalonieren wird auf das Einnähen von Lederstreifen verzichtet. In kurzen Abständen wird das Kernstück des Fells mit etwa 1,5 Zentimeter langen, versetzt angeordneten Schnitten eingeritzt, feucht ausgespannt und nach dem Trocknen meist mit einer feinen Gaze fixiert. Das Ergebnis ist ebenfalls eine Flächenvergrößerung mit einer netzartigen Lederstruktur, bei gleichzeitiger Auflockerung des Haarbildes. Der Flächengewinn wurde 1986 auf 25 bis 30 Prozent geschätzt, mit den zuletzt entwickelten Schneidehilfen dürfte er deutlich höher liegen. Bei der T-Technik wird unter jeden Querschnitt ein gleich langer zusätzlicher Längsschnitt gelegt, so dass ein Einschnitt in Form eines Ts entsteht. Damit wird ein noch größerer Flächengewinn erzielt, auch lassen sich so leichte Rundungen erzielen. Der maximale Flächengewinn hierbei wurde auf 40 bis 45 Prozent geschätzt. Ähnliche Wirkungen erzielen Einschnitte in der vom Kürschnermeister Hans Münzner entwickelten V-A Technik, der sich dieses Verfahren 1977 patentrechtlich hat schützen lassen. Hierbei werden die Felle im Winkel, V- und A-förmig eingeschnitten, bevor sie ausgespannt werden. Die Versuche, diese Technik rationell maschinell durchzuführen, eventuell mit automatisierten Laserschneidern, scheiterte an der voraussichtlich geringen Abnahme der Geräte. Münzner meinte selbst, „das wird verständlich, wenn man weiß, dass der jährliche Rohfellanfall von Polarfüchsen relativ gering ist“. Das U-Verfahren ist gleich der V-A-Technik, nur dass durch halbkreisförmige Schnitte gegenüber den V- oder A-Schnitten keine spitze Schnittecken entstehen, und damit sich auch bei weniger verfilzten Fellen die Ecken nicht aufrichten können. Der Flächengewinn wird vom selben Erfinder mit 70 bis 80 Prozent angegeben.

Luftgalonieren
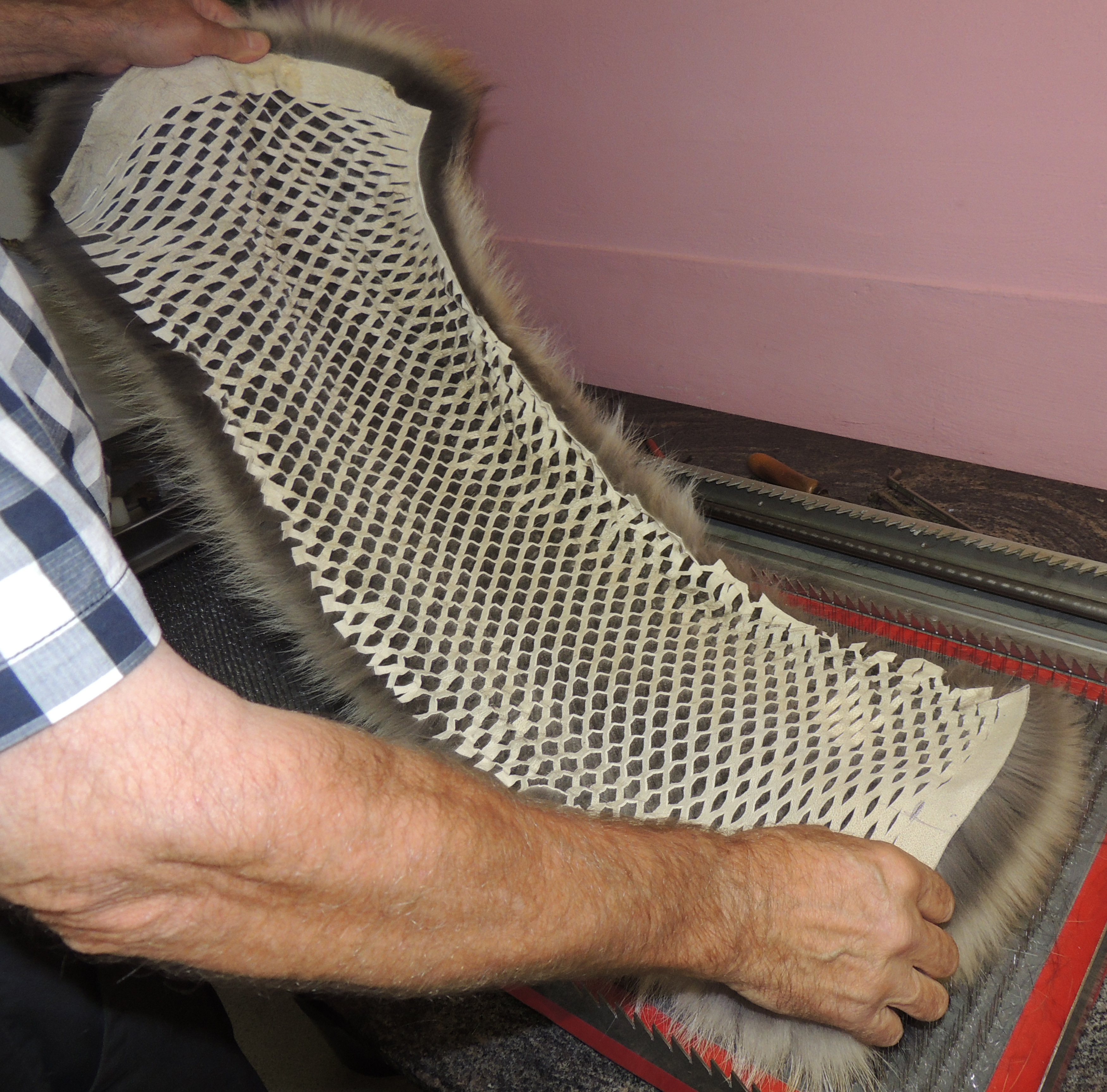
Geschnittenes Seefuchsfell
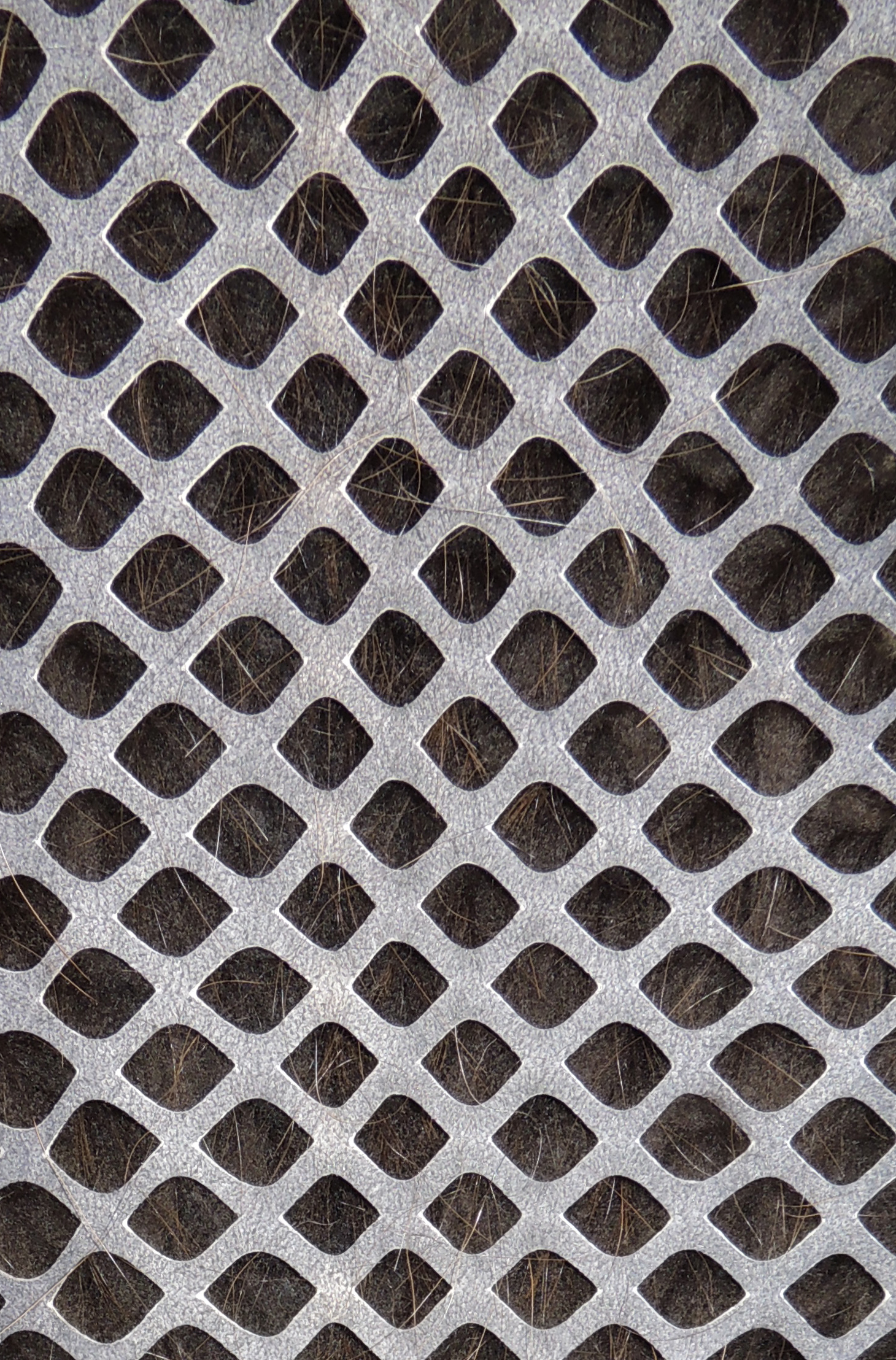
Ausschnitt des gespannten Fells von der Lederseite
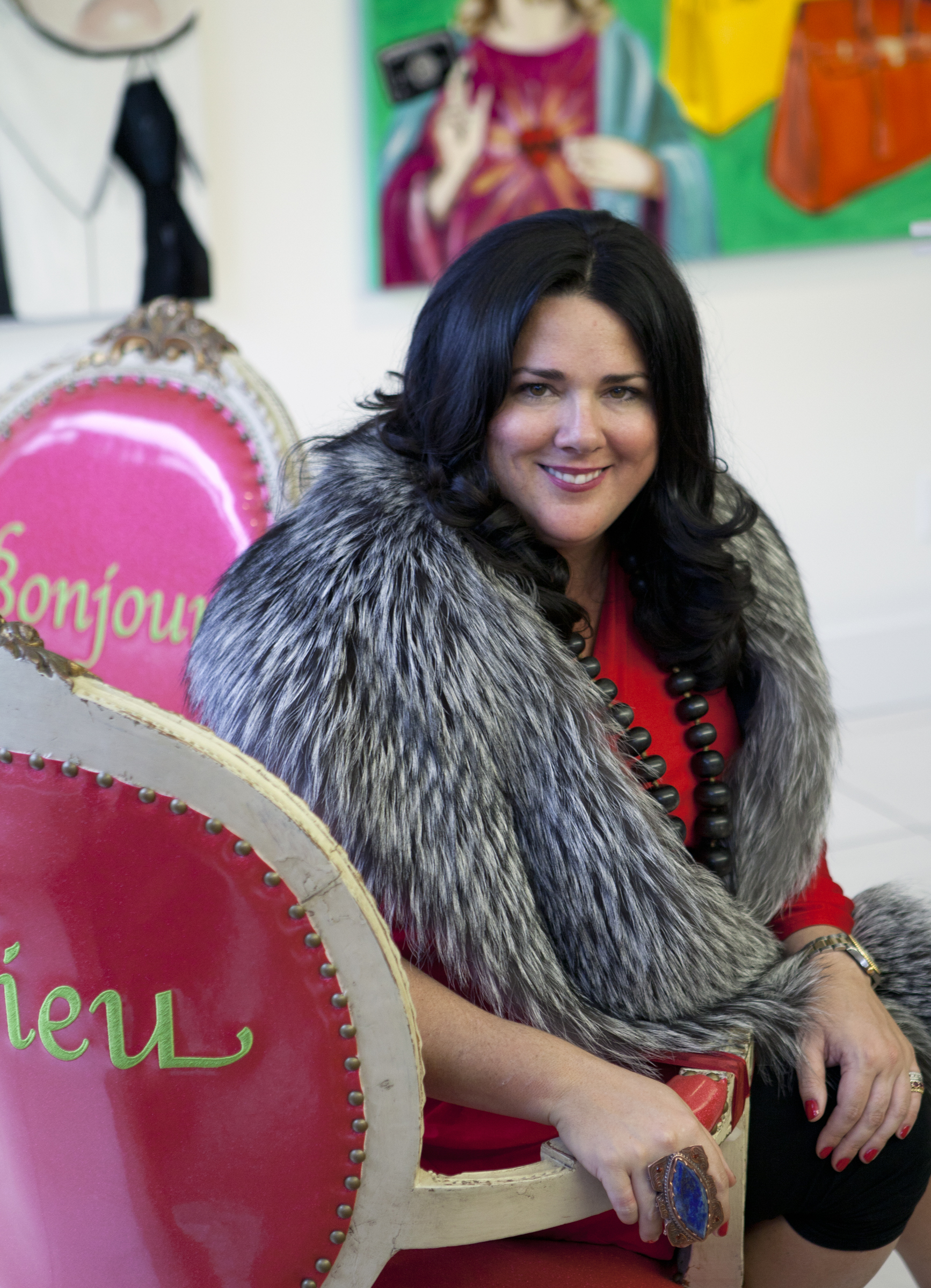
Sarah Ashley, amerikanische Malerin und Galeristin, mit luftgalonierter Silberfuchsstola (2014)
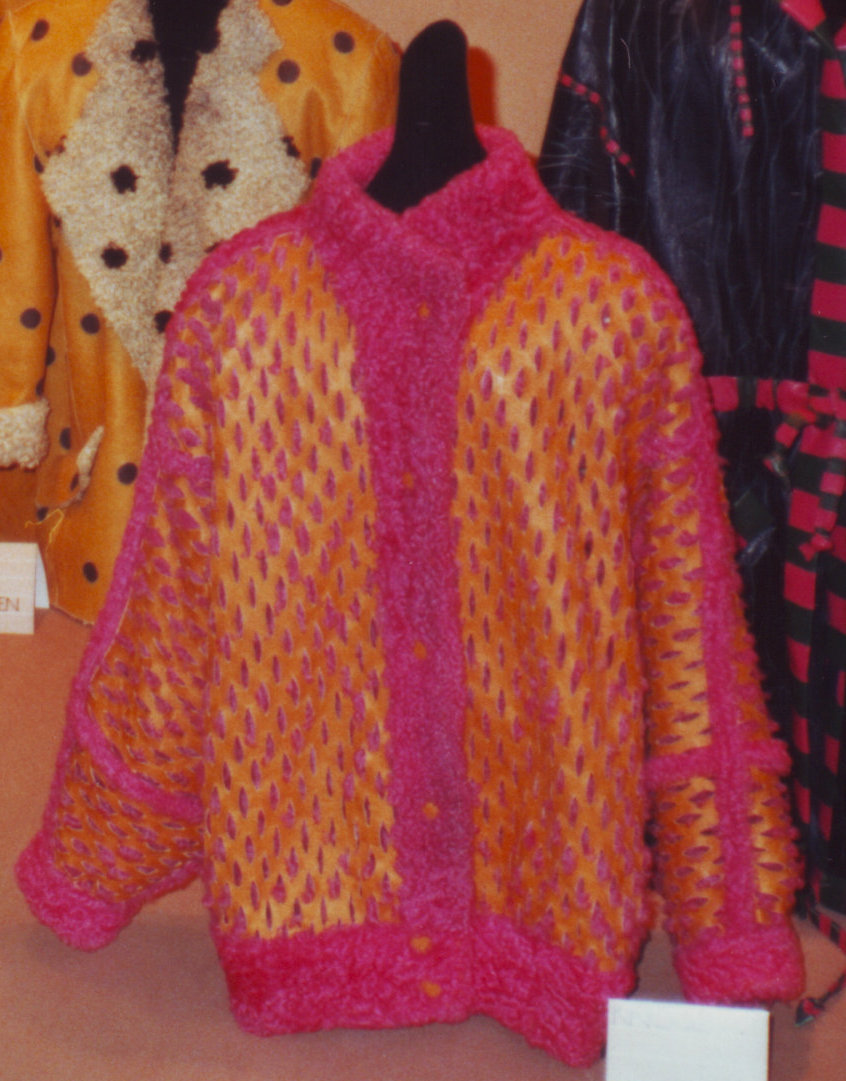
Nappierte Lammjacke, Galons als Gestaltungsmoment (Knogl, Deggendorf 1985)

### Luftgalonierhilfen und -geräte
In der Regel schneiden die diversen Geräte durch einfaches Eindrücken der Messer in das Fellleder, die Haarseite darf dabei nicht auf einer Unterlage aufliegen. Dadurch wird die Gefahr minimiert, dass gleichzeitig Haare abgeschnitten werden.
- Für das Schneiden mit dem Kürschnermesser können zum Auftragen der Galonierschnitte beim Luftgalonieren anstelle des individuellen Aufzeichnens vom Kürschner selbsterstellte Schablonen oder im Fachhandel erhältliche Aufbügelfolien benutzt werden.
- Eine einfache Schneidehilfe war ein Galonier-Messer, bei dem acht Messer in Schnittbreite in Polyester eingegossen sind. Es kann jeweils so lange benutzt werden, bis die Messer stumpf sind.
- Aus Rosenheim stammt der Madl-Galoner, bei dem die Messer auswechselbar sind. Dazu gehört eine Vorrichtung, in die das Fell zum Schneiden eingespannt wird.[18][19][20] Im März 1974 wurde er erstmals auf der Frankfurter Pelzmesse vorgestellt.[21]
- Die Stripex der Firma Martor wurde nach Lizenzvergabe aus dem Madl-Galoner entwickelt. Dazu gehört ebenfalls eine Spannvorrichtung, die mit Druckluft arbeitet. Die auswechselbaren Klingen sind in verschiedenen Breiten erhältlich, das Gerät kann nach Angabe des Herstellers auch zum Galonieren mit Galons eingesetzt werden.
- Ebenfalls von Martor wurde der Rollgalonierer Galonex vertrieben, bei dem die gewünschte Schnittlänge eingestellt werden kann. Das Schneiden erfolgt ebenfalls unter Verwendung des Spanngeräts, durch Abrollen jeweils von Spannbacke zu Spannbacke.[22]
- Lotti Mauri aus Mailand bietet ebenfalls ein Handschneidegerät an. Hier sind die Messer in Acrylglasgriffen verschiedener Breite jeweils parallel nebeneinander angeordnet. Das Fell wird zum Schneiden auf eine Art Nagelbrett gelegt, in das sich die Haare beim Schneiden eindrücken, so dass sie nicht mit abgeschnitten werden. Die Führung der Messer kann mit einer aufzulegenden Acrylglasschablone erfolgen.[23]
- Die Fur Air Gallon Machine des belgischen Kürschners Germain Martens erledigt das Schneiden sehr unkompliziert durch einfachen Hebeldruck. Zusätzlich hat er Spannrahmen entwickelt, die eine optimale Flächennutzung nach dem Schneiden ermöglichen.

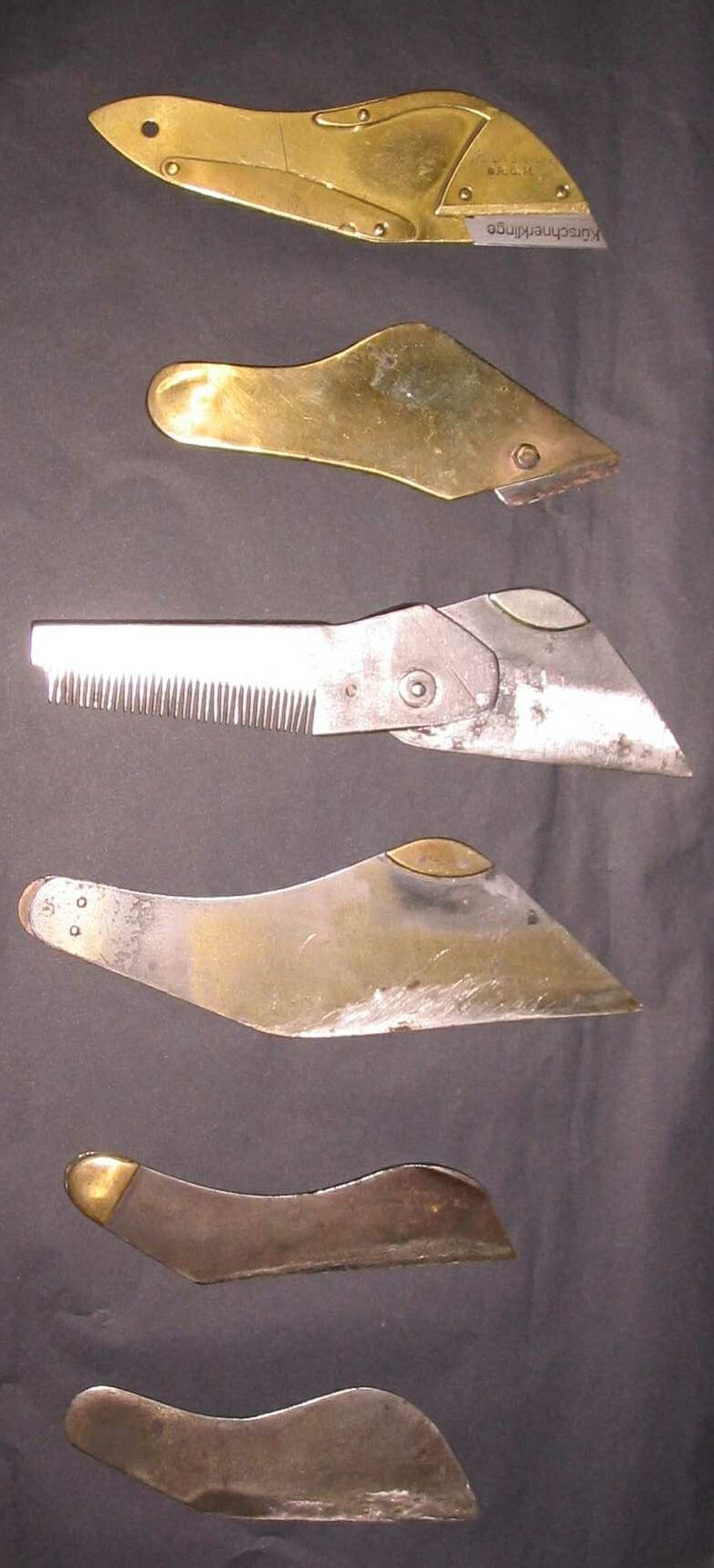
Kürschnermesser, Ganzstahl und moderne Klingenhalter
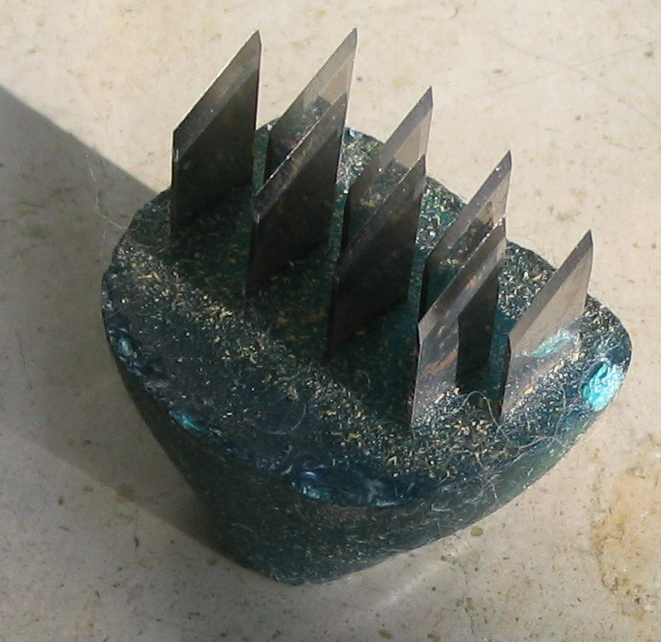
Luftgalonier-Schneidehilfe, Stahlklingen in Polyester
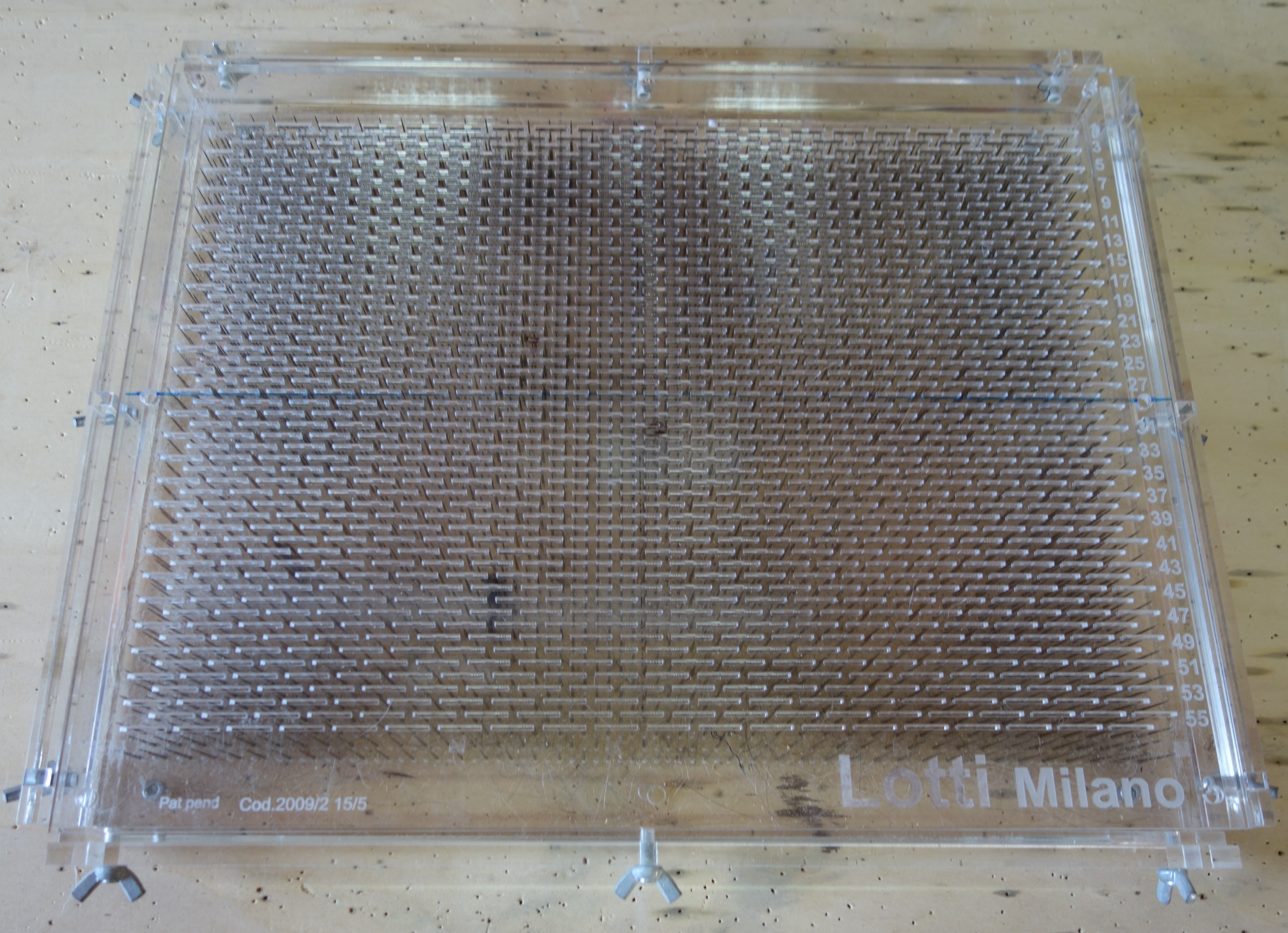
Stechschablone, System Lotti
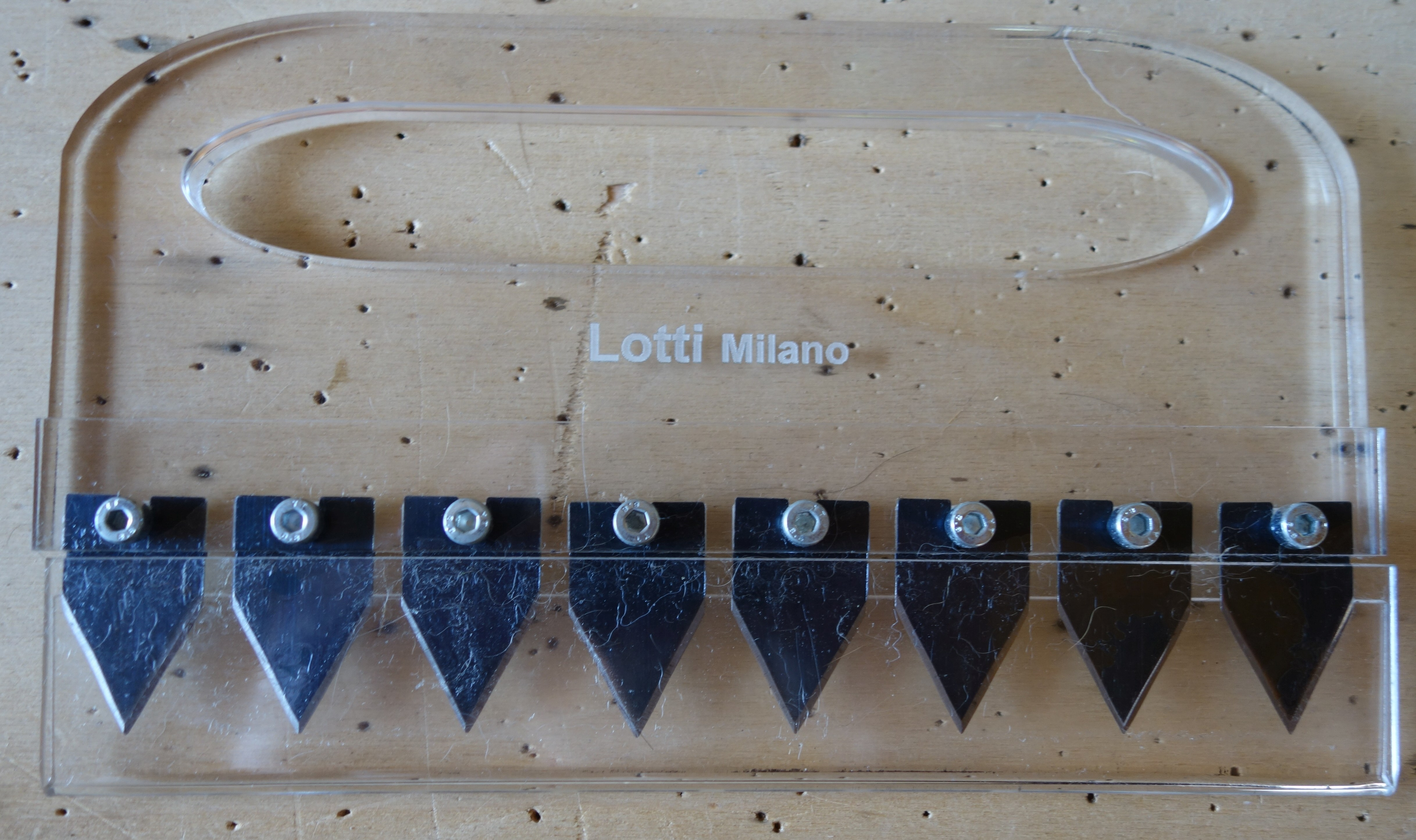
Stahlklingen, System Lotti
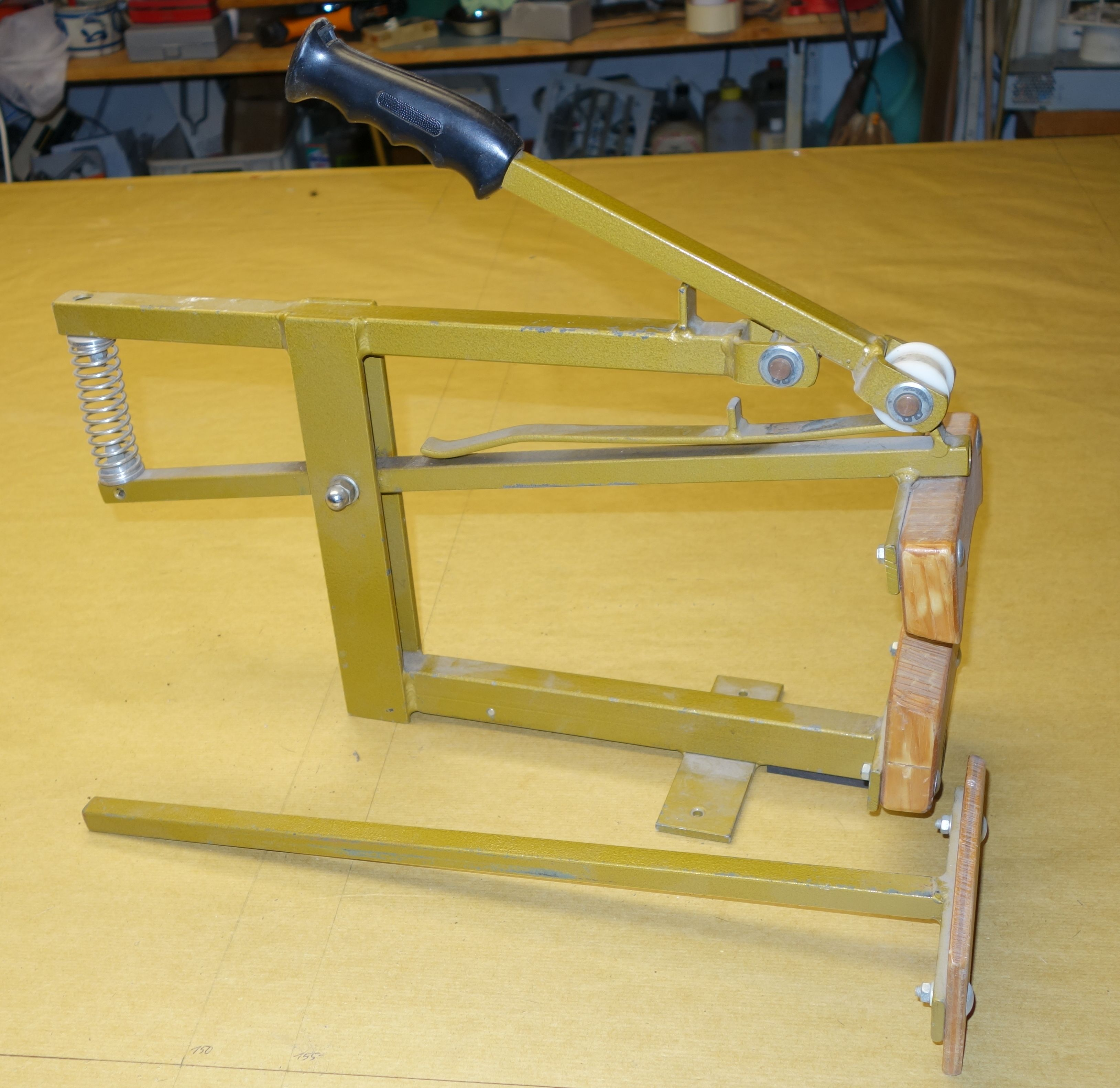
Einspannhilfe, System Madl
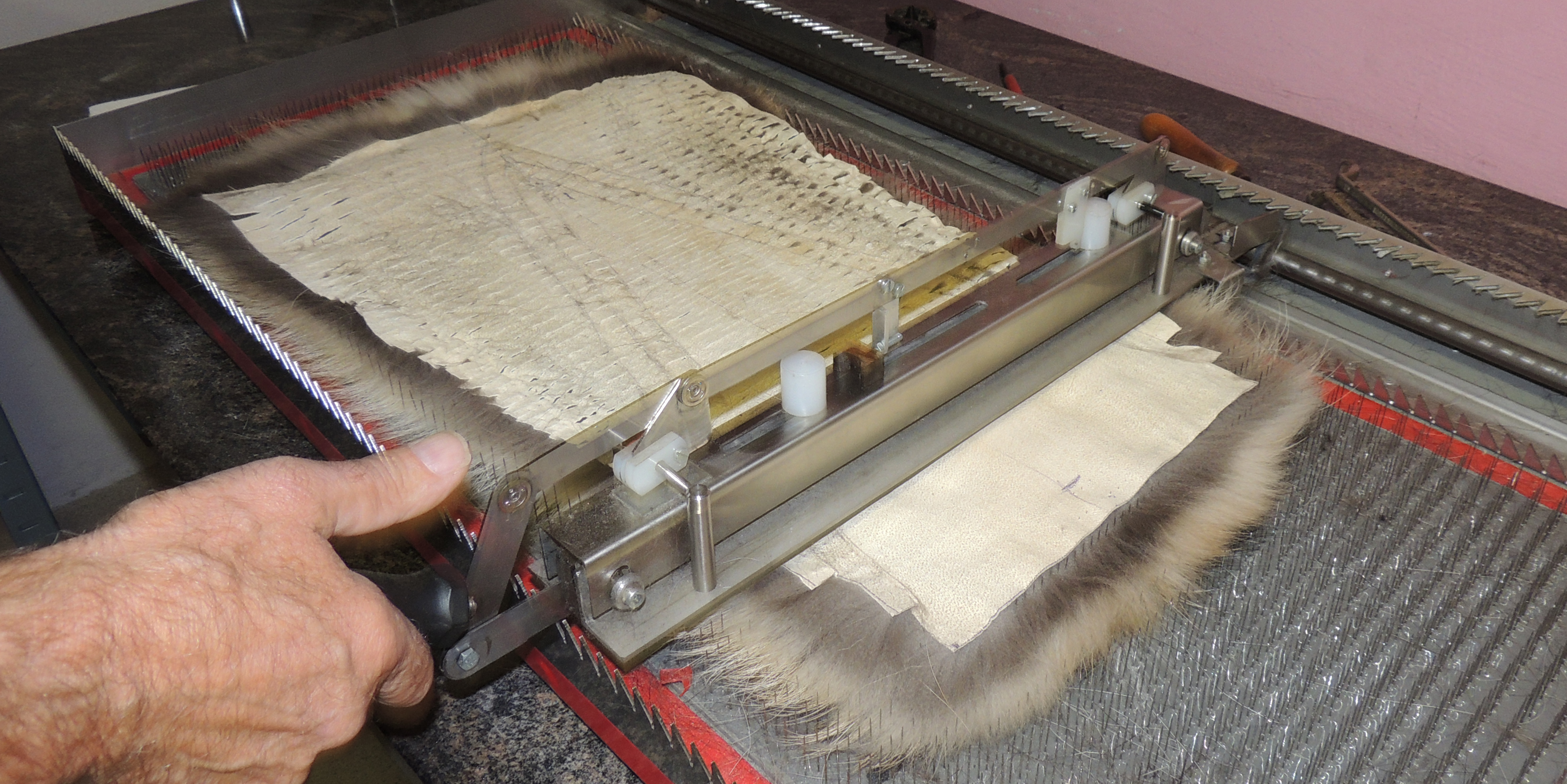
Luftgalonier-Schneidegerät, System Martens
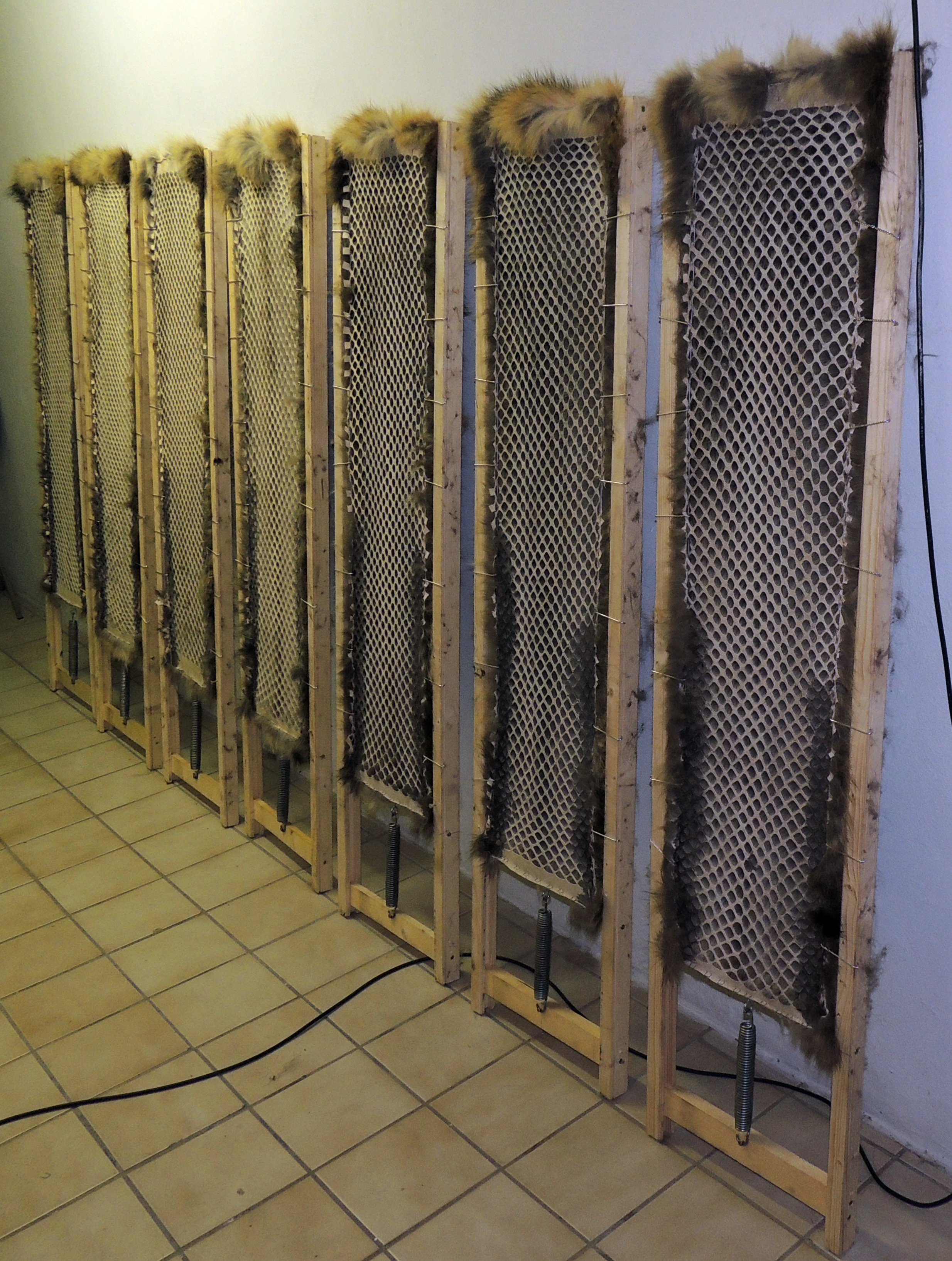
Spannrahmen, System Martens

## Marginalien
- Im Jahr 1974 ließ sich der New Yorker Konfektionär David Leinoff ein Patent für gefederte Pelzbekleidung eintragen. 1981 führte er einen Prozess gegen eine bekannte Konfektionsfirma, in dem er eine Entschädigung wegen Verletzung des Patents anstrebte. Bereits ein Jahr zuvor hatte er in einem solchen Prozess einen außergewöhnlichen Vergleich erzielt, in dem sich die beklagte Firma verpflichtete, eine Lizenzgebühr von 5 Prozent des Umsatzes an gefederten Modellen zu zahlen. Auch weitere Firmen entrichteten diese Gebühr.[24]

- Der Pelzhändler John J. Ehrmann berichtete von einem Besuch bei dem Physiker Albert Einstein in Princeton: „Was nun die Pelzmäntel betrifft, so hatte Prof. Einstein die folgende Theorie: »Man sollte Löcher an den Stellen, die nicht in das Auge des Beschauers fallen, einpressen, damit dadurch die Pelzmäntel leichter im Gewicht werden und mehr Ventilation haben«“.[25]

## Literatur, Weblinks

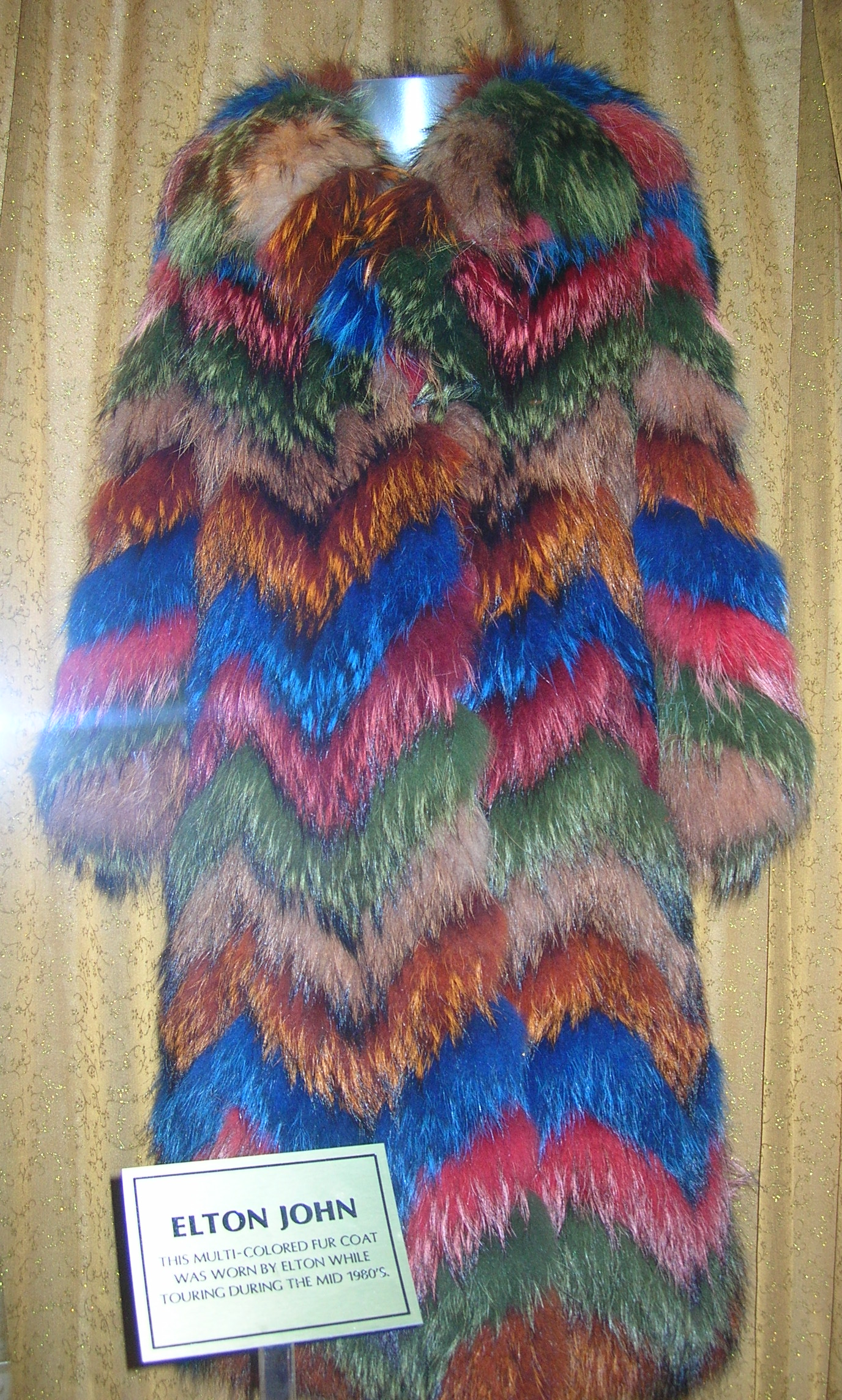
Sänger Elton Johns galonierter, mehrfarbiger Fuchsmantel, ausgestellt im Hard Rock Cafe, Hollywood, Universal City (2009)